# Дублин
Ду́блин (ирл. Baile Átha Cliath — Балэ-Аха-Клиэх [bˠalʲə aːha klʲiəh]; англ. Dublin [ˈdʌblɪn]) — город-графство в Ирландии, столица страны. Главный порт страны, расположенный у побережья Ирландского моря.
Находится в административном графстве Дублин (провинция Ленстер), на месте впадения реки Лиффи в Дублинский залив Ирландского моря. Самый большой город на острове Ирландия и в республике, занимающий почти 115 км². 
Основной центр политической, экономической и культурной жизни страны.

## Этимология

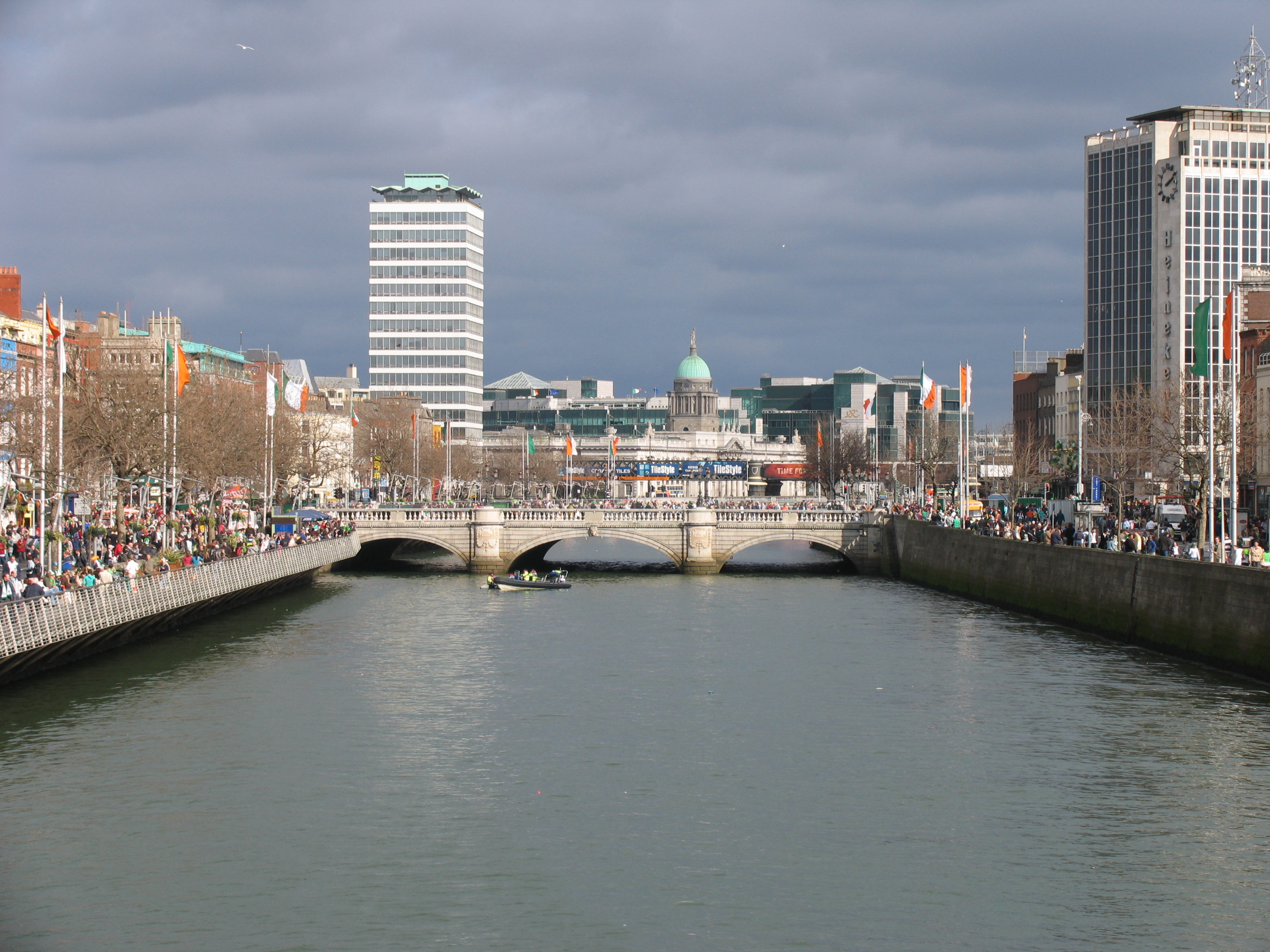
Вид на город с моста через реку Лиффи

Основная версия происхождения названия города говорит о том, что слово «Дублин» возникло при слиянии ирландско-английской производной ирл. Dubh Linn (с ирл. dubh → «чёрный», и linn → «заводь, пруд»). Исторически — в традиционном гэльском письме, используемом в ирландском языке — диграф bh писался как b с точкой, то есть Du ḃ Linn или Duḃlinn. Франкоговорящие нормандские рыцари, завоевавшие Дублин в XII веке для английской короны, опустили точку и писали название по-иному — как Develyn.
Сегодня название города на современном ирландском языке пишется как Baile Átha Cliath («поселение у брода»). Áth Cliath — топоним, ссылающийся на пункт переправы вброд через реку Лиффи возле вокзала Heuston Station. Бале Аха Клия — так называли ранний христианский монастырь, который, как полагают, был расположен в районе улицы Angier, где сегодня стоит церковь Святого Валентина. Из-за длины названия город иногда называют просто BÁC. Современный город сохраняет смешанное англо-ирландское и оригинальное ирландское названия. Принятый в 1973 году Акт о географических названиях Ирландии признает юридическую силу обоих названий.

## История

### Древний Дублин

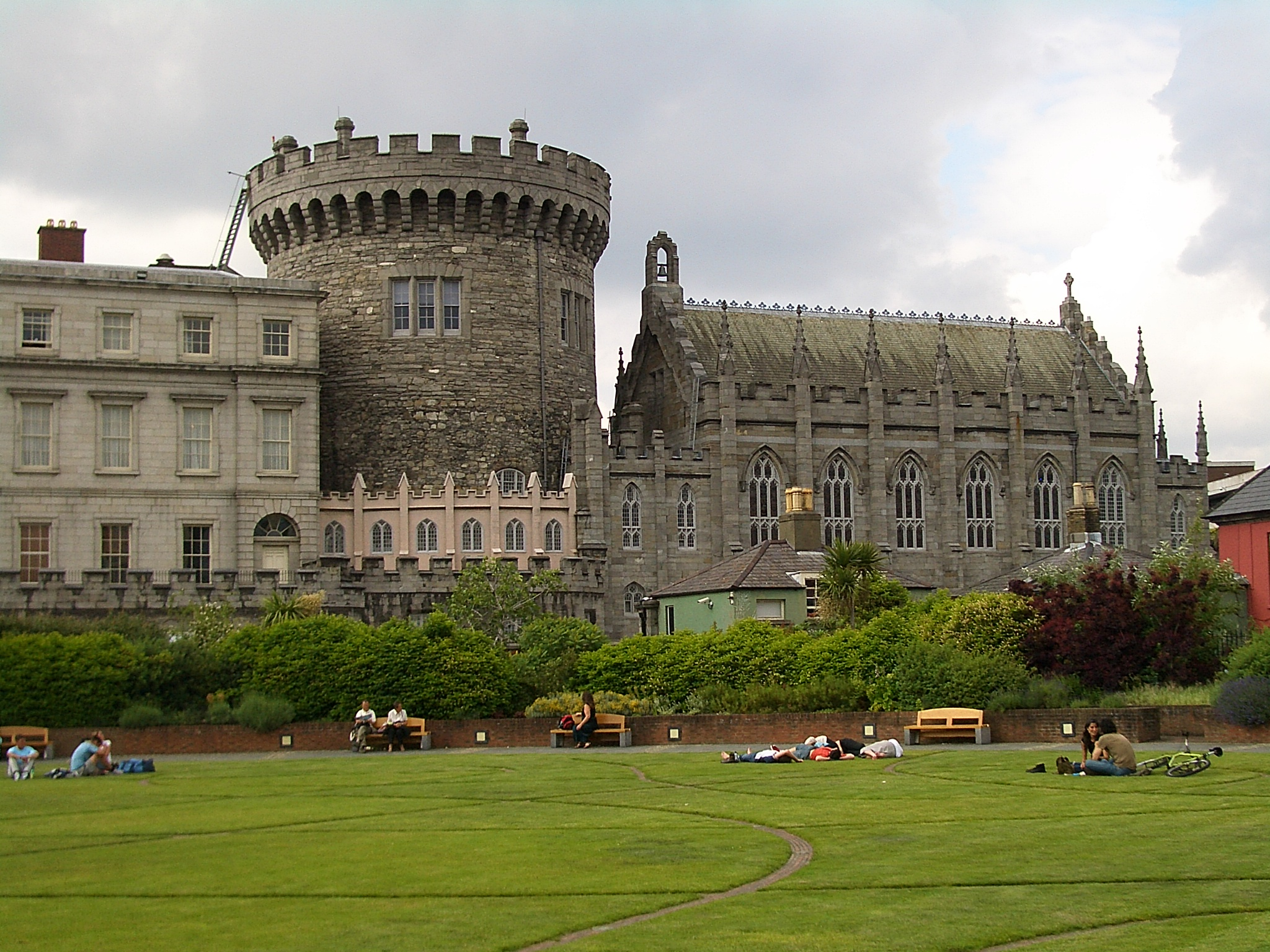
Дублинский замок

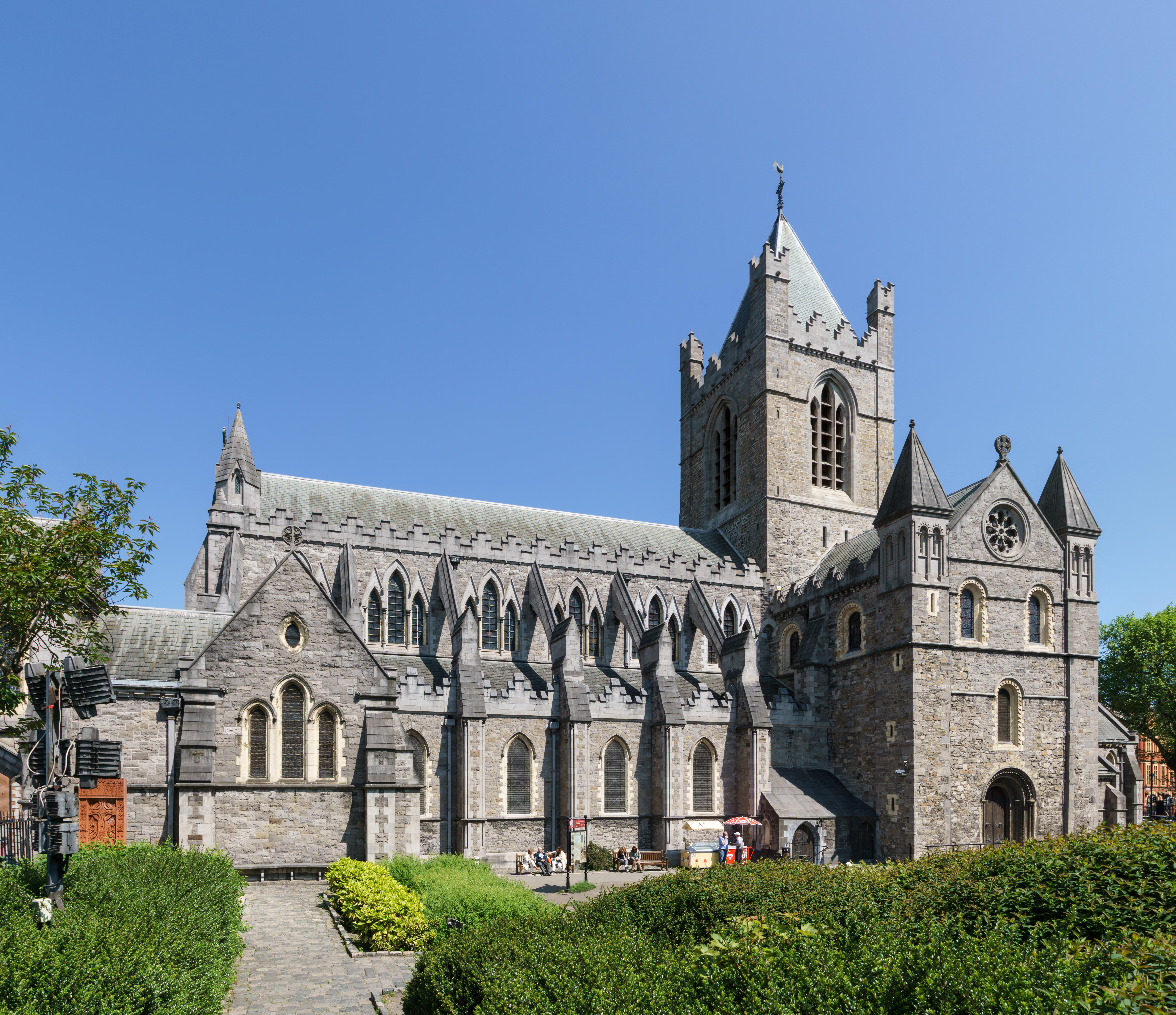
Церковь Крайст-черч

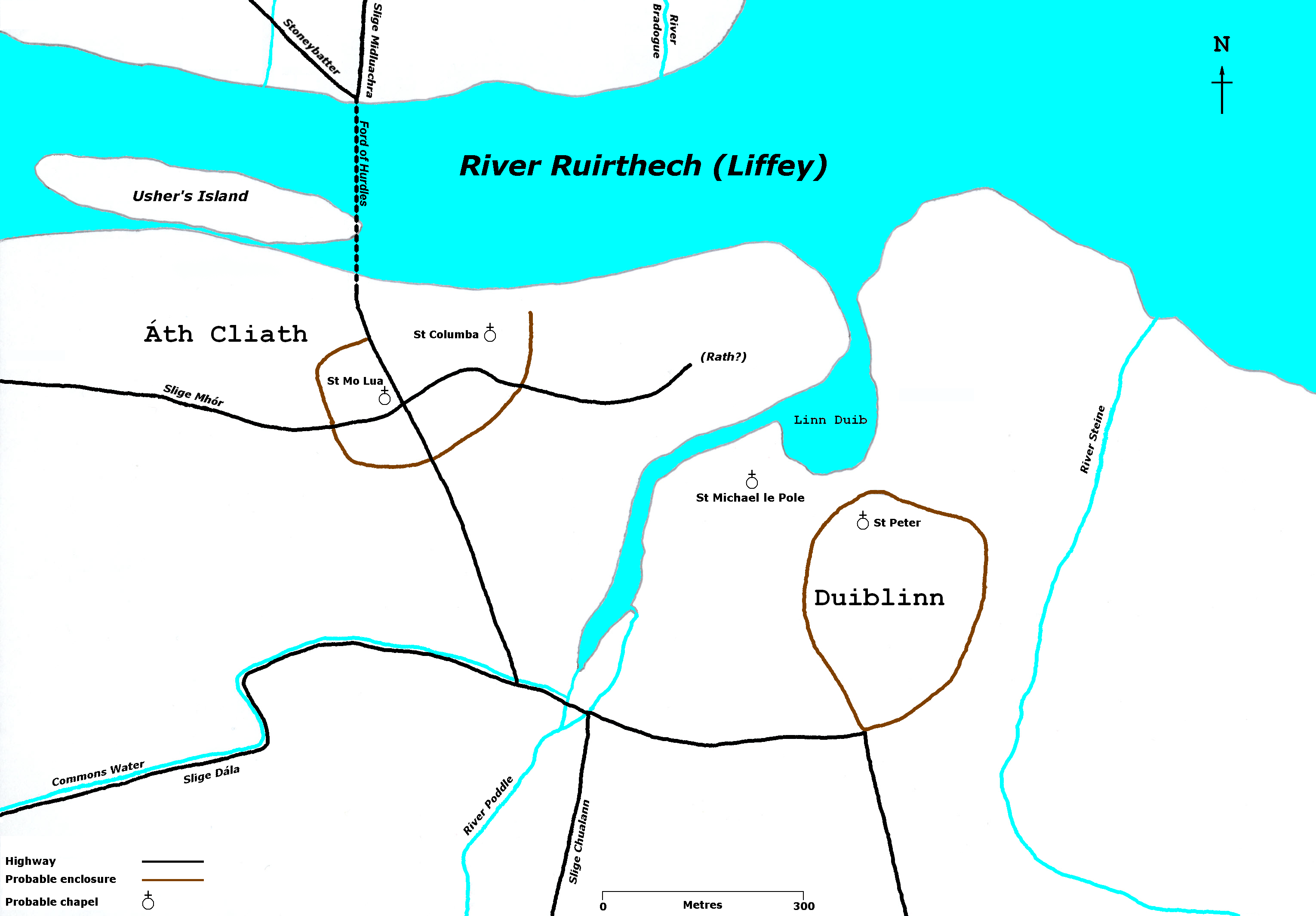
Карта Дублина

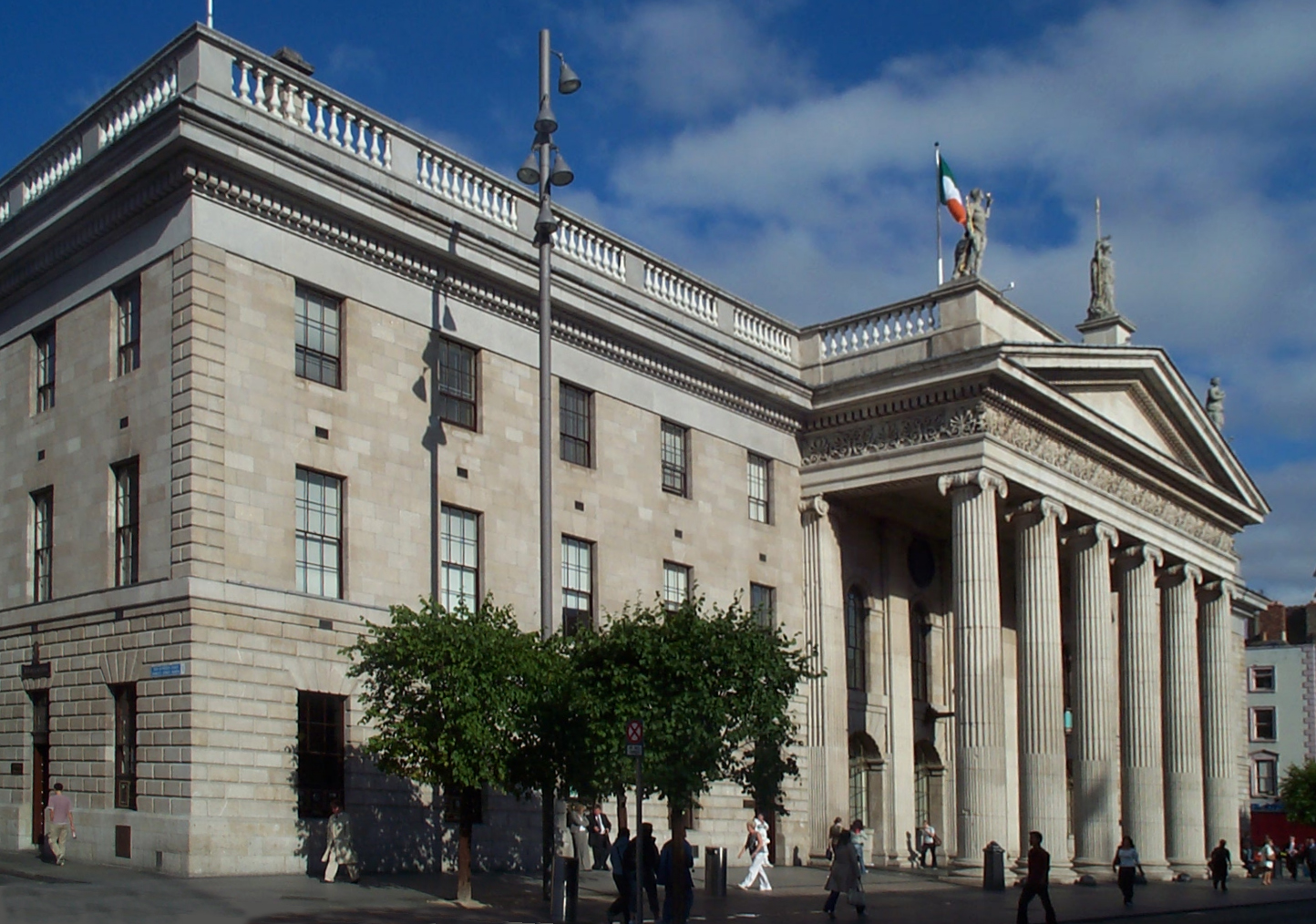
Главпочтамт Дублина на О’Коннелл-стрит — центр Пасхального восстания (1916).

Письма греческого астронома и картографа Птолемея, возможно, одними из первых сообщают о населённой людьми области, теперь известной как Дублин. Приблизительно в 140 году нашей эры Птолемей упомянул о кельтском поселении, которое назвал Eblana Civitas (Эблана Цивитас). Согласно этим сообщениям, селение уже стояло на месте современного Дублина, хотя сам город и крепостные стены были заложены скандинавами значительно позднее, приблизительно в 841 году.
Так Дублин стал оплотом маленького королевства викингов на острове. Несмотря на то, что они были изгнаны из Дублина в 902 году местными племенами, они всё равно вернулись, но уже в 917 году. Почти через сто лет, в 1014 году, в битве при Клонтарфе, викинги потерпели сокрушительное поражение от кельтского короля Брайена Бору. Короли викингов стали проводить политику союзов и соглашений с местными кельтскими племенами, позволившими им удерживать власть на протяжении более трёх веков.

### Дублин в Средние века

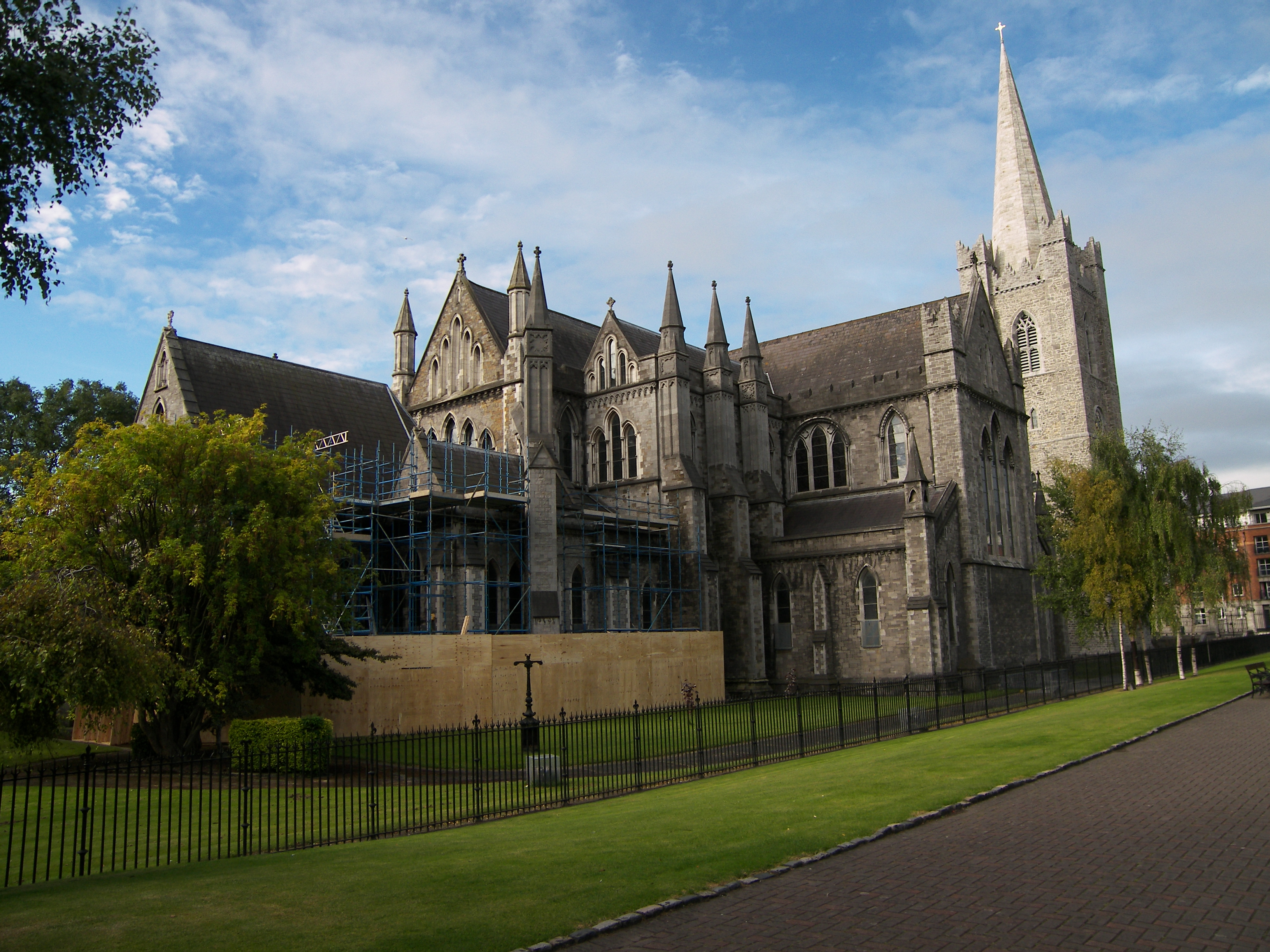
Собор Святого Патрика

Дублин стал оплотом английской власти в Ирландии в 1169 году, когда английские войска под предводительством Генриха II Плантагенета вторглись на остров. Они сравнительно быстро покорили Уэксфорд и взяли без особого труда штурмом крепость-город Дублин. Генрих II был признан папой римским как Лорд Ирландии и в 1171 году провозгласил Дублин королевским городом. В течение долгого времени многие из англо-нормандских завоевателей были поглощены ирландской культурой, принимая ирландский язык, перенимая обычаи и ведя торговлю, выезжая за пределы маленькой области вокруг Дублина, известной как Пейл (c англ. — «Ограда») и подчинявшейся английскому монарху.

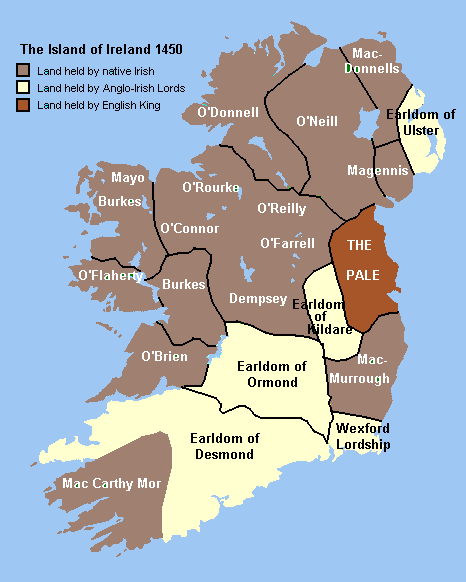
Область Пэйл (обозначена чёрным)

После англо-нормандского вторжения многие из скандинавских потомков жителей города покинули старый город, который был на южной стороне реки Лиффи, и построили своё собственное укрепление на северной стороне, известной как Остмантаун, или Оксмантаун. Дублин стал резиденцией Его Преосвященства Ирландии с 1171 года и быстро начал заселяться поселенцами из Англии и Уэльса. Сельская местность вокруг города также была заселена англичанами. В XIV столетии из этой область уезжало всё больше и больше коренных ирландцев. В самом Дублине английское правительство находилось в Дублинском замке. Город был также местом заседания Парламента Ирландии, который был составлен из представителей английского сообщества в Ирландии. Важные здания, которые остались свидетелями той эпохи, включают: Собор Святого Патрика, Церковь Крайст-черч и Церковь Святого Аудина, расположенных друг от друга в пределах километра.
В 1348 году город был поражён Чёрной смертью — эпидемией бубонной чумы в середине XIV столетия, сильно сократившей население Европы. В Дублине жертвы болезни были похоронены в братских могилах в области, до сих пор носящей название «Blackpitts» „Чёрные могилы“. Чума регулярно наведывалась в город до своей последней вспышки в 1649 году. Город был ареной бесконечных войн и смут, что привело к заметному сокращению численности местного населения. В 1314 году вторгшиеся шотландские войска сожгли городские предместья. Поскольку интерес Англии в поддержании ирландской колонии заметно поостыл, защиту Дублина поручили графам Фицджеральдам, графам Килдр, которые доминировали в ирландской политике до XVI столетия, однако эта династия часто преследовала собственные интересы. В 1487 году, во время Войны Алой и Белой розы, Фицджеральды заняли город при помощи бургундских наёмников и провозгласили Королём Англии Ламберта Симнела. В 1536 г. та же самая династия во главе с Шёлковым Томасом Фицджеральдом, недовольная опалой Гаррета Фицджеральда, графа Килдэра, осадили Дублинский замок. Генрих VIII послал большую армию, чтобы разгромить Фицджеральдов и заменить их английскими правителями. Это явилось началом близких, хотя и не всегда благотворных отношений между Дублином и английской короной.

### Колониальный Дублин
Династия Тюдоров предпринимала усиленные попытки подчинить себе весь остров Ирландия. В то время как старое английское сообщество Дублина и области Пэйл было сча́стливо завоеванием и разоружением коренных ирландцев, те, в свою очередь, становились чуждыми протестантским преобразованиям, которые имели место в Англии.
В 1592 году королева Елизавета I основала Тринити-колледж (расположенный в то время за пределами города на его восточной окраине) как Протестантский Университет для ирландского дворянства, однако богатые кланы Дублина отвергли возможность обучать там своих детей и вместо этого послали их в католические университеты на континенте.
В результате напряжённых отношений английские власти предприняли ряд преобразований, чтобы навязать католическому большинству страны свои требования. «Новые англичане» или английские посланники стали основанием английской администрации в Ирландии до XIX столетия.
В 1640-х годах тысячи протестантов хлынули в Дублин, чтобы избежать восстания 1641 года; как итог протестанты стали большинством в городе. Когда позже городу начали угрожать ирландские католические силы, католики были выселены из города. Дублин осаждали дважды во время ирландских Федеральных войн, в 1646 и 1649 годах. Тем не менее в обоих случаях нападавших прогоняли ещё до того, как могла начаться длительная осада. В 1649 году, объединённые силы ирландских союзников и английских роялистов были разбиты английским Парламентским гарнизоном Дублина в сражении при Ратмине.
В 1650-х после покорения Ирландии Кромвелем католикам запрещали селиться в городской черте, но этот закон не исполнялся со всей строгостью.
К концу семнадцатого столетия Дублин стал столицей Ирландии, управляемой новым английским протестантским меньшинством. Дублин, наряду с некоторыми частями Ольстера, к началу XVIII века являлся единственной частью Ирландии, где большую часть населения составляли протестанты.

### Современный Дублин

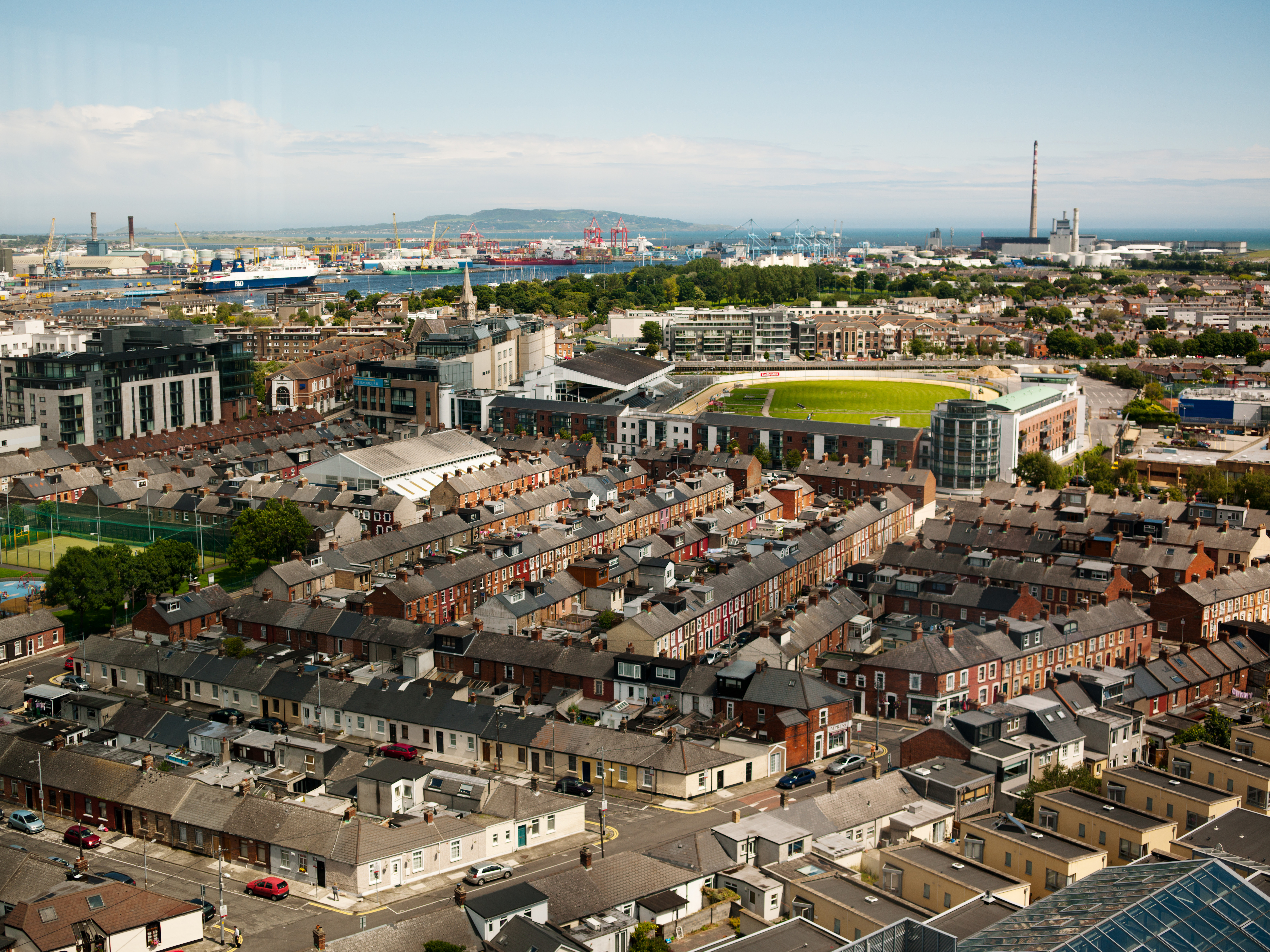
Вид на современный Дублин

В 1916 году в городе произошло восстание против англичан (Пасхальное восстание). В 1919 году ирландские депутаты провозгласили независимость Ирландии. За этим последовала Ирландская война за независимость и Ирландская гражданская война, которая нанесла Дублину большой ущерб. Многие из наиболее важных зданий были разрушены.
В 1922 году, после окончания англо-ирландской войны, была признана независимость 26 из 32 графств Ирландии от Великобритании, и Дублин стал столицей Свободного государства Ирландия.
С тех пор, как Ирландия присоединилась к Европейскому Сообществу в 1973 году, Дублин превратился в европейский мегаполис. Это вызвало перемещение части населения из центра города (джентрификация), что сопровождалось социальной и политической напряженностью. Цены на аренду жилья выросли вдвое с 2013 по 2023 год.

## Физико-географическая характеристика

### Географическое положение

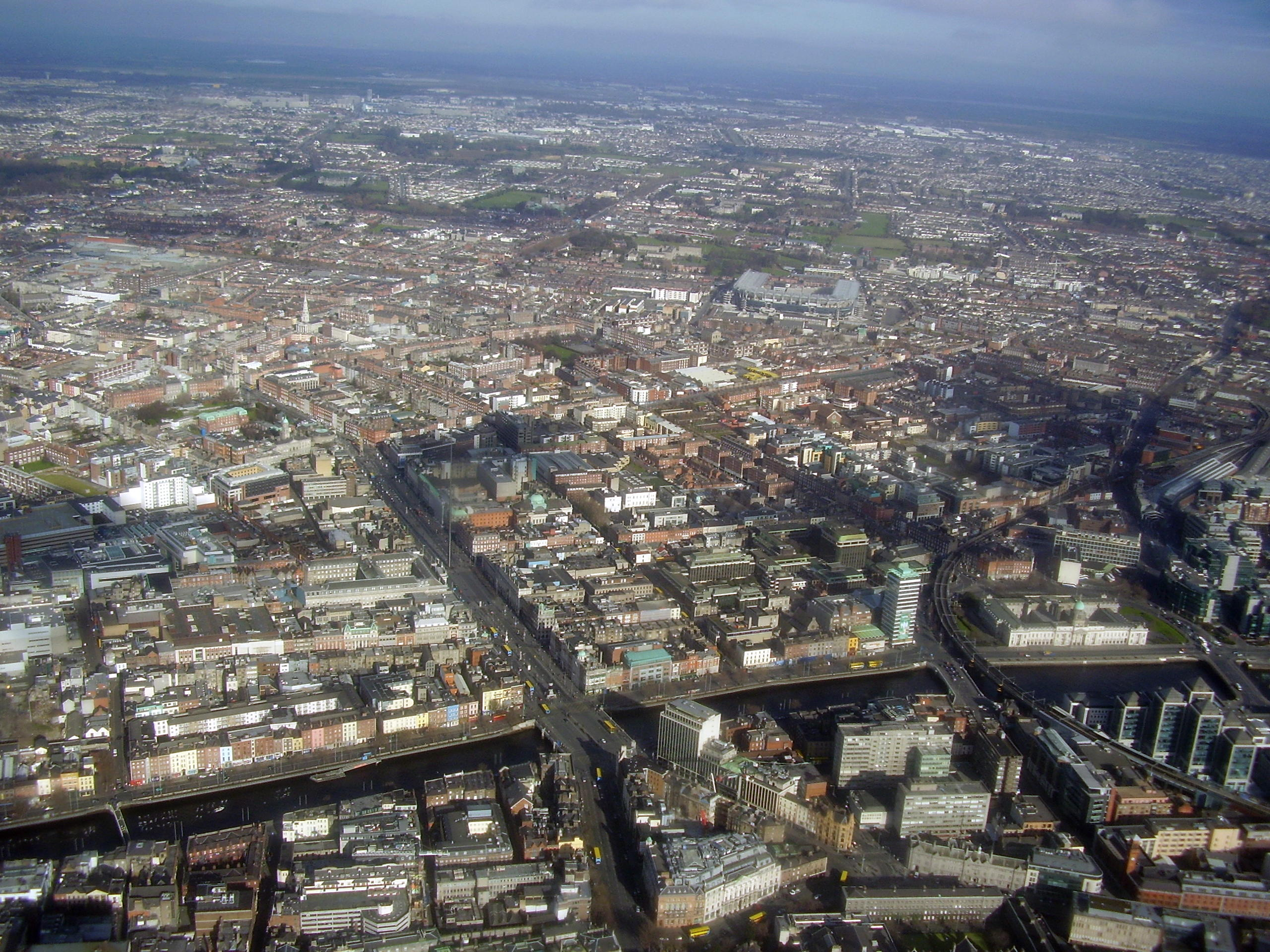
Район Ноуссайд города Дублина.

Дублин занимает площадь в почти 115 км².
Река Лиффи, самая крупная река, протекающая по территории современного Дублина с запада на восток, разделяет нынешний город примерно на две равные половины: северную и южную. Сама река впадает в Ирландское море. Она долго являлась определённым препятствием ввиду своей заболоченности с западной стороны и в устье, но её заболоченность в течение столетий постепенно преодолевалась при помощи укреплений набережных реки и засыпкой болот. В последние годы уровень воды в реке немного поднялся.

### Климат

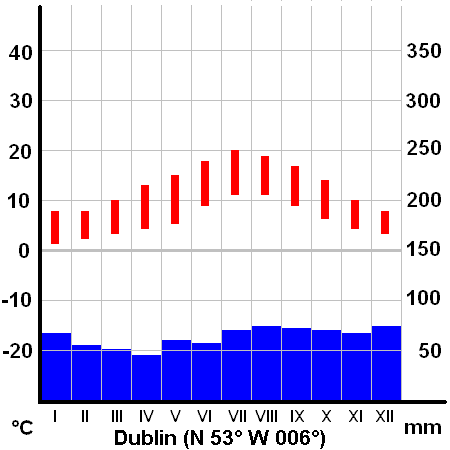
Средняя температура (красный) и осадки (синий) в Дублине

Климат Дублина — умеренно-морской, с характерными мягкими зимами, прохладным летом и отсутствием резких перепадов температур. Максимальная температура в январе — 8 °C, в июле — 20 °C. Самые солнечные месяцы — июнь и июль. В Дублине выпадает в два раза меньше осадков, чем в Западной Ирландии, и количество выпадающих осадков примерно такое же, как в Лондоне. Самые влажные месяцы года — это декабрь и август, в течение каждого из которых выпадает от 74 мм осадков и выше. Самый сухой месяц — апрель, до 45 мм. Среднегодовое количество осадков составляет 762 мм, что меньше, чем в Сиднее, Нью-Йорке и даже в Далласе. Вследствие высокого показателя широты, на которой находится Дублин, светлое время суток может исчисляться 19 часами, а короткие зимние дни длятся до 9 часов.
Сильные порывистые ветры иногда затрагивают Дублин, но в целом в других частях Ирландии их присутствие ощущается сильнее, чем в столице. Вероятность сильных ветров существует на протяжении всего года, наиболее же высока она зимой, в особенности между октябрём и февралём. Последний значительный случай сильного ветра — 42 м/с — был зарегистрирован в районе аэродрома Кейсмент 24 декабря 1997 года.
Существует также небольшое температурное различие между центром города и пригородом. Температура в пригородах на 2—3 °C ниже, чем в центре города.
Самые холодные месяцы — декабрь, январь и февраль. Температура летом в последние годы была существенно выше среднестатистических показателей, например 31 °C в июле 2006 года, то есть более 11 °C сверх обычного максимума. Это объясняется общим повышением температуры на планете.
С ноября по апрель выпадает и снег, но он держится немногим более 4—5 дней. Град выпадает чаще, чем снег, и наиболее вероятно его выпадение на протяжении зимних и весенних месяцев. Грозы бывают редко и обычно случаются летом.
| Показатель                    | Янв.  | Фев.  | Март | Апр. | Май  | Июнь | Июль | Авг. | Сен. | Окт. | Нояб. | Дек. | Год   |
| ----------------------------- | ----- | ----- | ---- | ---- | ---- | ---- | ---- | ---- | ---- | ---- | ----- | ---- | ----- |
| Абсолютный максимум, °C       | 17,0  | 18,1  | 23,4 | 22,2 | 26,7 | 28,9 | 30,0 | 30,6 | 27,6 | 24,2 | 19,4  | 17,2 | 30,6  |
| Средний суточный максимум, °C | 8,1   | 8,5   | 10,6 | 12,6 | 15,4 | 18,1 | 20,0 | 19,7 | 17,4 | 14,0 | 10,4  | 8,3  | 13,6  |
| Средняя температура, °C       | 5,4   | 5,3   | 6,7  | 8,1  | 10,7 | 13,3 | 15,3 | 15,1 | 13,2 | 10,3 | 7,5   | 5,7  | 9,7   |
| Средний суточный минимум, °C  | 1,9   | 1,8   | 3,0  | 4,0  | 6,3  | 9,0  | 11,2 | 11,0 | 9,1  | 6,6  | 4,4   | 2,3  | 5,9   |
| Абсолютный минимум, °C        | −15,6 | −13,4 | −9,4 | −7,2 | −5,6 | −0,6 | 1,7  | 0,6  | −1,7 | −5,6 | −9,4  | −14  | −15,6 |
| Норма осадков, мм             | 63    | 48    | 52   | 54   | 59   | 66   | 56   | 73   | 58   | 79   | 74    | 73   | 755   |
| Температура воды, °C          | 8     | 7     | 7    | 8    | 10   | 12   | 15   | 15   | 15   | 14   | 12    | 10   | 11    |
| Источник: Погода и Климат     |       |       |      |      |      |      |      |      |      |      |       |      |       |

| Показатель                        | Янв. | Фев. | Март | Апр. | Май  | Июнь | Июль | Авг. | Сен. | Окт. | Нояб. | Дек. | Год   |
| --------------------------------- | ---- | ---- | ---- | ---- | ---- | ---- | ---- | ---- | ---- | ---- | ----- | ---- | ----- |
| Средний суточный максимум, °C     | 7,4  | 8,2  | 9,8  | 12,3 | 15,1 | 17,9 | 19,8 | 18,9 | 17,0 | 13,8 | 9,9   | 8,2  | 13,2  |
| Средняя температура, °C           | 5,1  | 5,4  | 6,4  | 8,1  | 10,9 | 13,6 | 15,5 | 15,0 | 13,3 | 10,7 | 7,3   | 5,9  | 9,8   |
| Средний суточный минимум, °C      | 2,9  | 2,6  | 2,9  | 3,9  | 6,7  | 9,2  | 11,3 | 11,1 | 9,6  | 7,7  | 4,8   | 3,7  | 6,4   |
| Норма осадков, мм                 | 62,0 | 43,5 | 59,3 | 49,0 | 45,7 | 58,4 | 48,3 | 71,6 | 60,2 | 74,2 | 89,1  | 73,3 | 734,5 |
| Источник: www.weatheronline.co.uk |      |      |      |      |      |      |      |      |      |      |       |      |       |

| Солнечное сияние, часов за месяц. | Солнечное сияние, часов за месяц. | Солнечное сияние, часов за месяц. | Солнечное сияние, часов за месяц. | Солнечное сияние, часов за месяц. | Солнечное сияние, часов за месяц. | Солнечное сияние, часов за месяц. | Солнечное сияние, часов за месяц. | Солнечное сияние, часов за месяц. | Солнечное сияние, часов за месяц. | Солнечное сияние, часов за месяц. | Солнечное сияние, часов за месяц. | Солнечное сияние, часов за месяц. | Солнечное сияние, часов за месяц. |
| Месяц                             | Янв                               | Фев                               | Мар                               | Апр                               | Май                               | Июн                               | Июл                               | Авг                               | Сен                               | Окт                               | Ноя                               | Дек                               | Год                               |
| Солнечное сияние, ч               | 56                                | 71                                | 112                               | 156                               | 189                               | 180                               | 167                               | 155                               | 129                               | 96                                | 72                                | 53                                | 1435                              |
| --------------------------------- | --------------------------------- | --------------------------------- | --------------------------------- | --------------------------------- | --------------------------------- | --------------------------------- | --------------------------------- | --------------------------------- | --------------------------------- | --------------------------------- | --------------------------------- | --------------------------------- | --------------------------------- |

## Органы власти
Высшим органом власти города является городской совет (англ. Dublin City Council). Данный орган является представительным. Выборы в Городской Совет проводятся раз в пять лет. 52 члена Совета избираются как от различных политических партий, так и из числа независимых представителей общества.

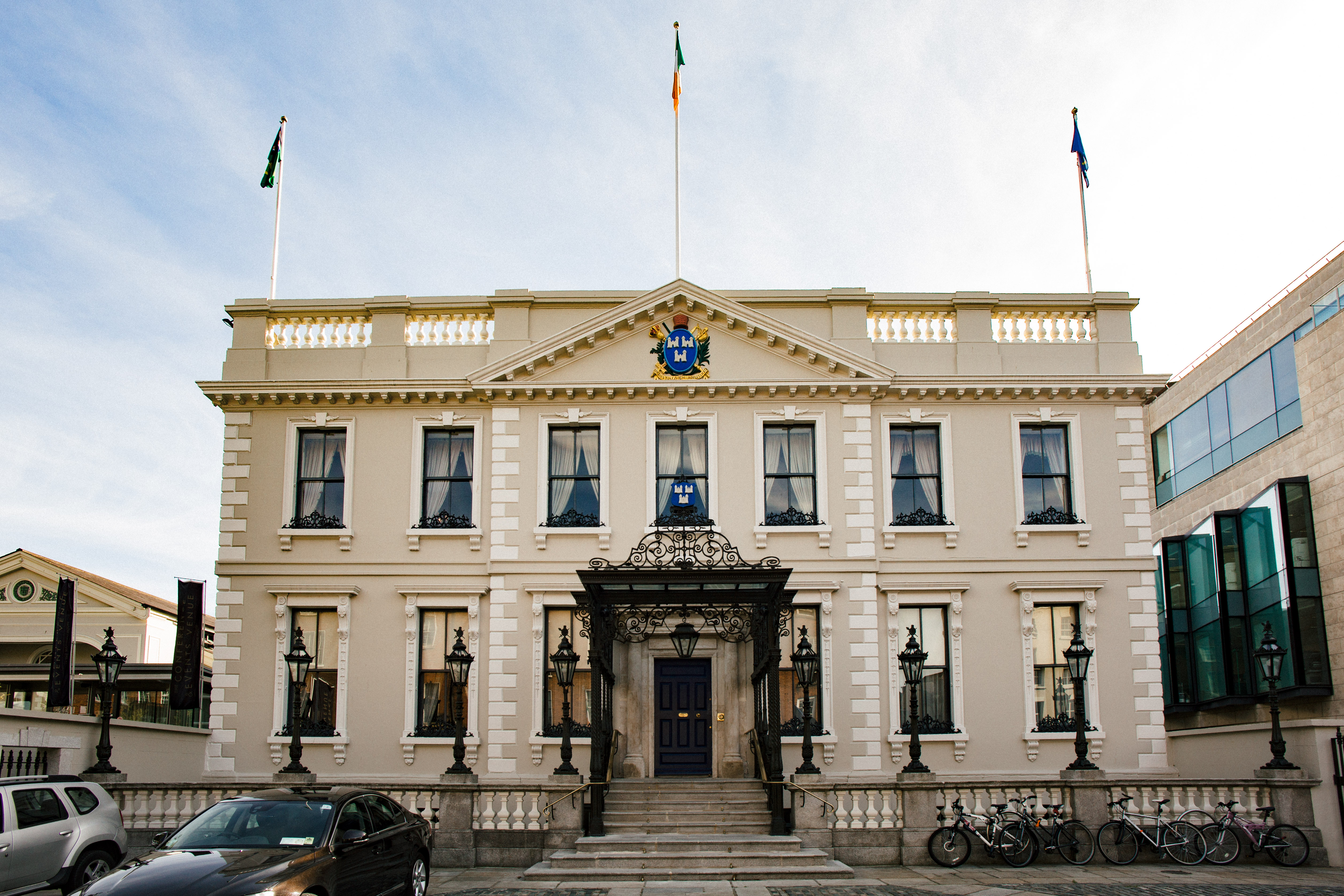
Резиденция лорд-мэра Дублина

Дублинский Городской Совет является крупнейшим муниципальным органом власти в Ирландии. К его полномочиям относится деятельность по внесению поправок в законопроекты, контроль городского бюджета, административные меры по развитию города, в том числе надзор за дорогами, здравоохранение, водоснабжение, культура и т. д. Ключевой фигурой Городского Совета как органа исполнительной власти является Городской Управляющий (City Manager). Центральный аппарат занимает здание близ центра Дублина, на южной набережной реки Лиффи (Civic Offices), структурные подразделения Совета располагаются в различных корпусах.
Совет возглавляется городским главой, носящим титул лорд-мэра. Лорд-мэр избирается раз в год из числа членов Городского Совета самими членами Совета. Он координирует взаимодействие между различными политическими силами, представленными в Совете, а также выступает представителем как Совета, так и города вообще во внешних сношениях, в том числе международных. Лорд-мэр имеет собственную резиденцию на Доусон-стрит — Mansion House.
Город разбит на пять административных округов: Центральный, Юго-восточный, Южный, Северо-западный, Северный.

## Экономика и инфраструктура

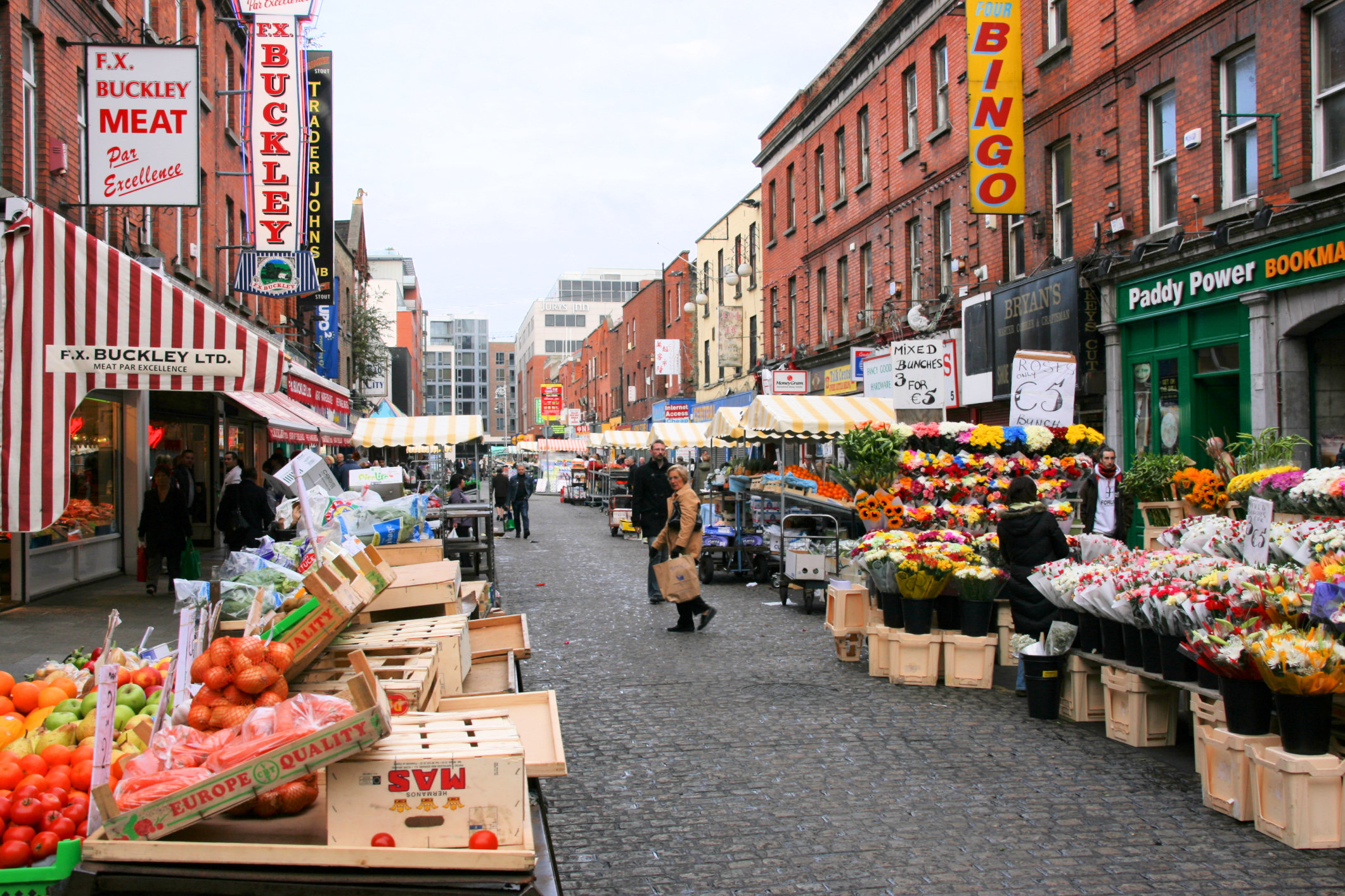
Рынок на улицах города

За последние 10-15 лет уровень жизни в городе заметно повысился. Поднялся и прожиточный минимум. Дублин теперь на 16-м месте среди самых дорогих городов планеты (восьмой в Европе, не считая российские города). Здесь одна из самых высоких заработных плат в мире — больше, чем в Нью-Йорке и Лондоне, но меньше, чем в Цюрихе, Женеве и Осло.
Исторически пивоварение было ведущей отраслью дублинской промышленности: знаменитое пиво «Guinness» варилось в городе с 1759 года. В последнее время здесь, однако, открылось много производственных объединений, выпускающих фармацевтическую продукцию. Целый ряд крупных американских компаний, специализирующихся на информационных и Интернет-технологиях, открыли свои офисы в Дублине, образовав так называемый район Silicon Docks. К этим компаниям, в первую очередь, относятся «Microsoft», «Google», «Amazon», «PayPal», «Yahoo!», «Facebook», «LinkedIn», «Airbnb». У компаний «Intel» и «Hewlett Packard» есть большие заводы в графстве Килдэр, в 15 км к западу от Дублина.
В последнее время не последнее место в экономике Дублина занимает и банковское дело. «Citibank», «Commerzbank» имеют в Дублине свои отделения.
Годы экономического бума привели к росту строительства, которое сегодня тоже является главным поставщиком рабочих мест. Тем не менее в 2007 увеличилась безработица, поскольку на рынке труда предложение стало опережать спрос. Сегодня строительство ведётся в захудалых индустриальных районах в центре города.
В городе есть 4 университета. Старейший и самый известный из них — Дублинский университет, более известный своим подразделением Тринити-Колледж.

## Транспорт

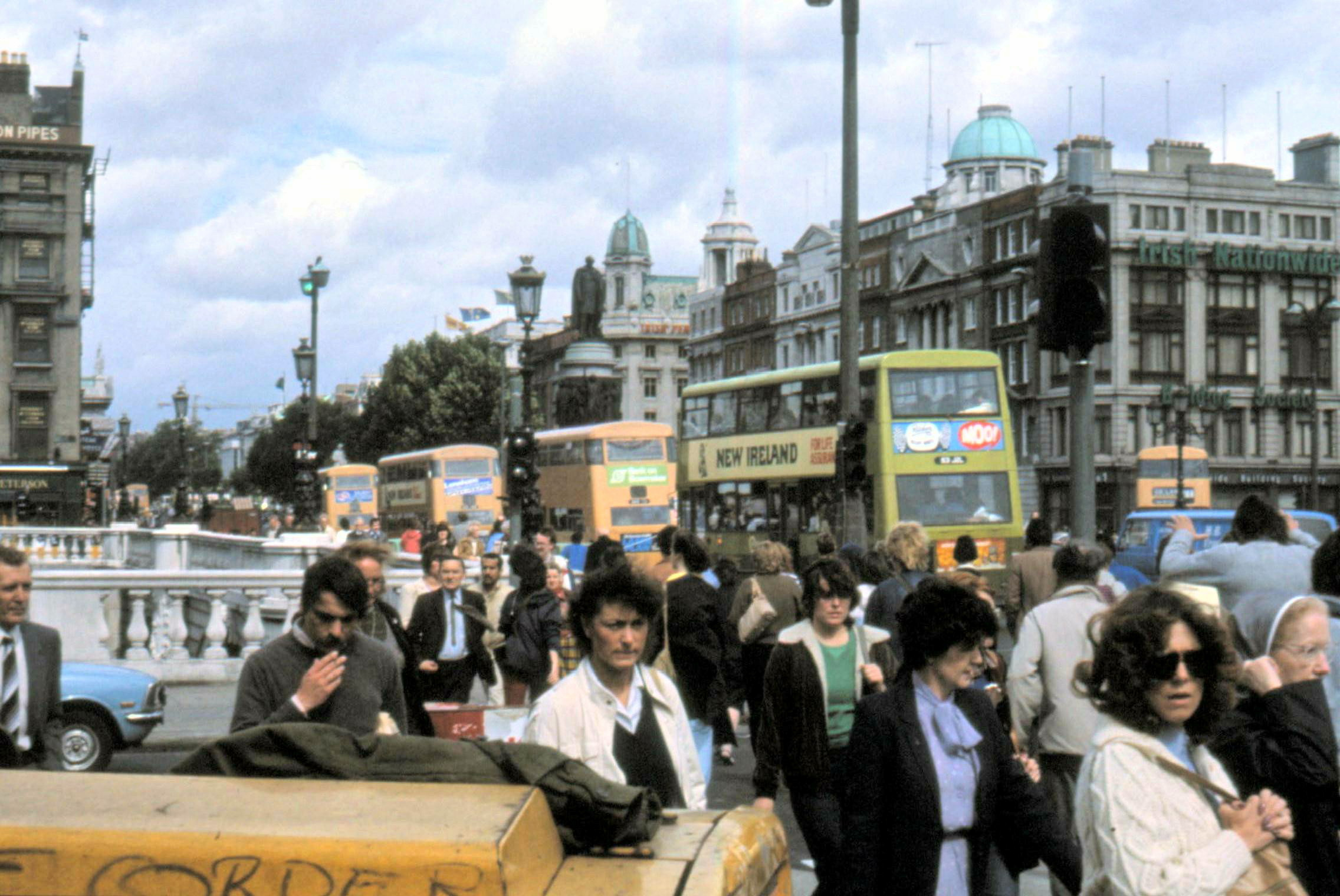
Автобусы в Дублине, 1982 г.

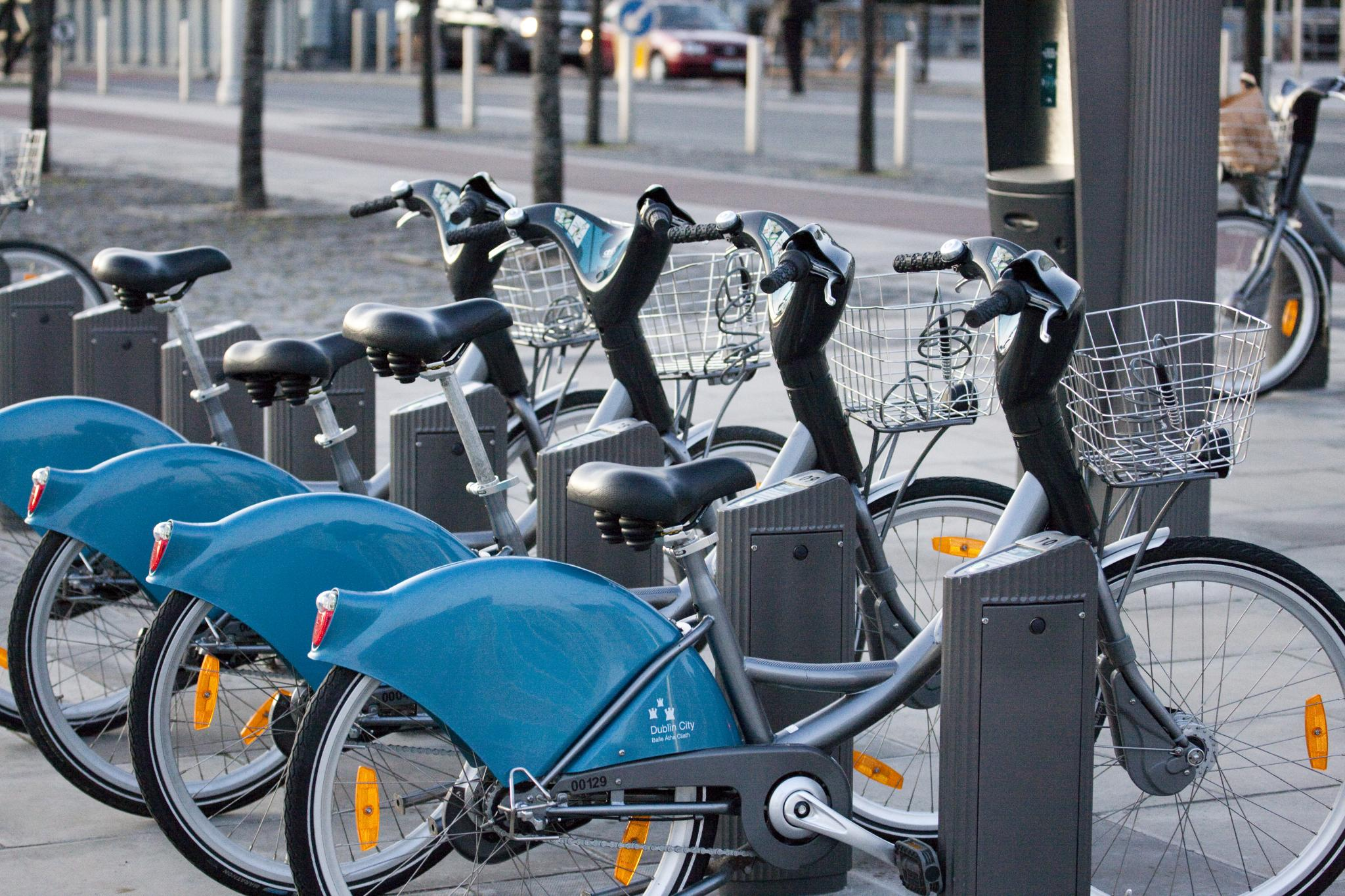
Велосипеды напрокат

Общественный транспорт Большого Дублина находится в ведении ряда транспортных компаний, большинство из которых являются государственными или управляются с участием государства. До 2009 года контроль над общественным транспортом Дублина осуществляло Управление транспорта Дублина (англ. Dublin Transportation Office), в 2009 году контроль был передан Национальной транспортной администрации. Правительство Ирландии в 2005 году объявило о программе развития городского транспорта Транспорт-21, в которую планировалось инвестировать значительные средства, но из-за мирового финансового кризиса 2008 года эта программа была свёрнута.
Транспортная система Дублина в настоящее время включает в себя электрифицированные пригородные поезда, дизельные пригородные поезда, трамваи и автобусы.
На городском транспорте Дублина действует система единых проездных билетов (англ. Integrated ticketing). Эта система была введена 12 декабря 2011 года на основе электронной карты Leap card. Количество пользователей Leap card в декабре 2013 года достигло 384 689. Национальная транспортная администрация осуществляет взаимодействие между различными видами общественного транспорта Дублина .

## Культура

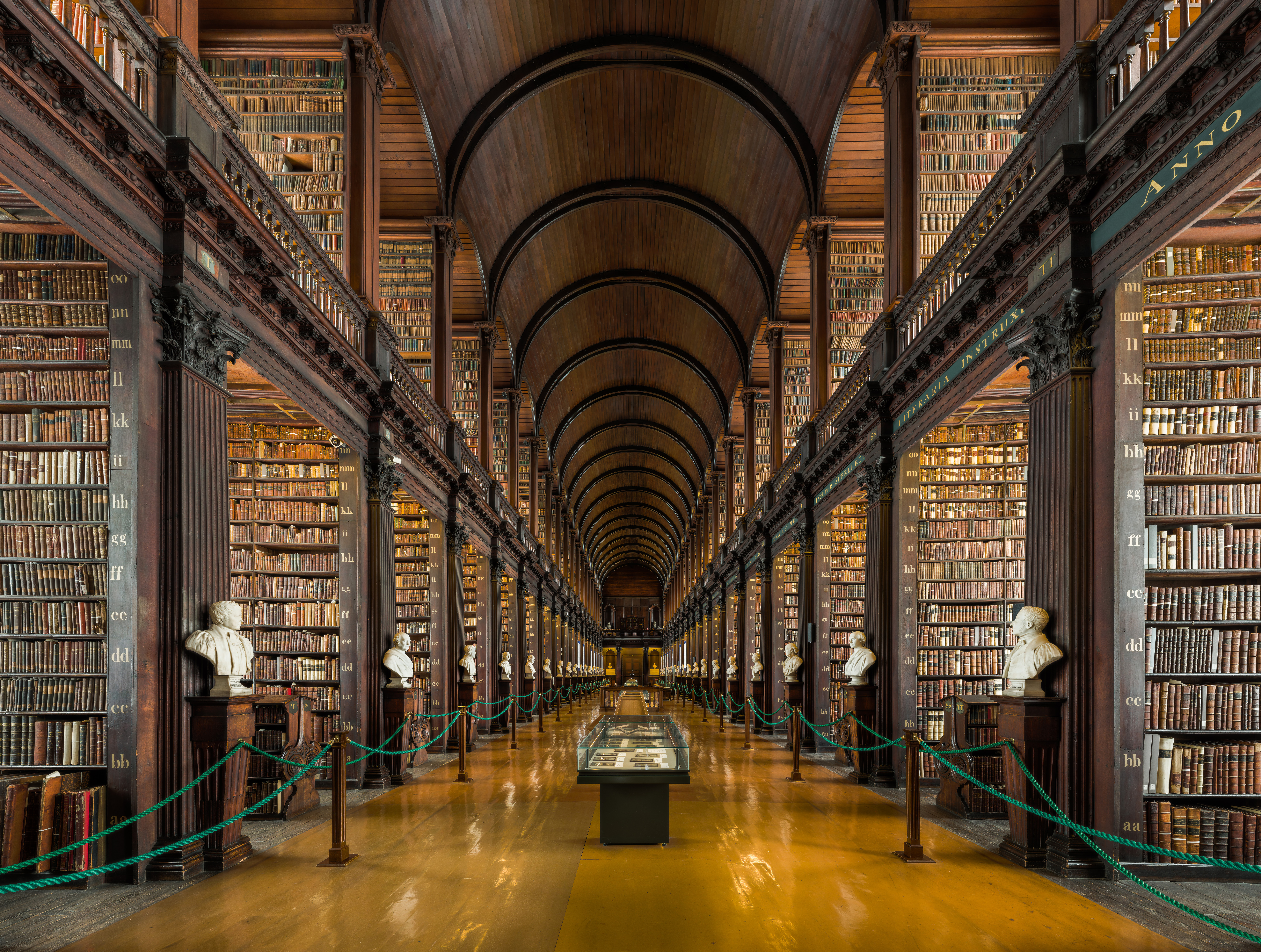
Библиотека Тринити-колледжа

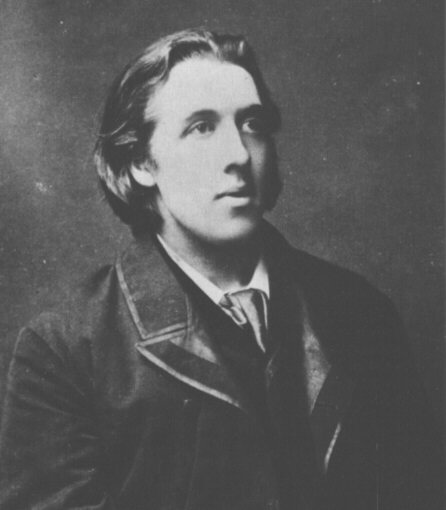
Оскар Уайльд

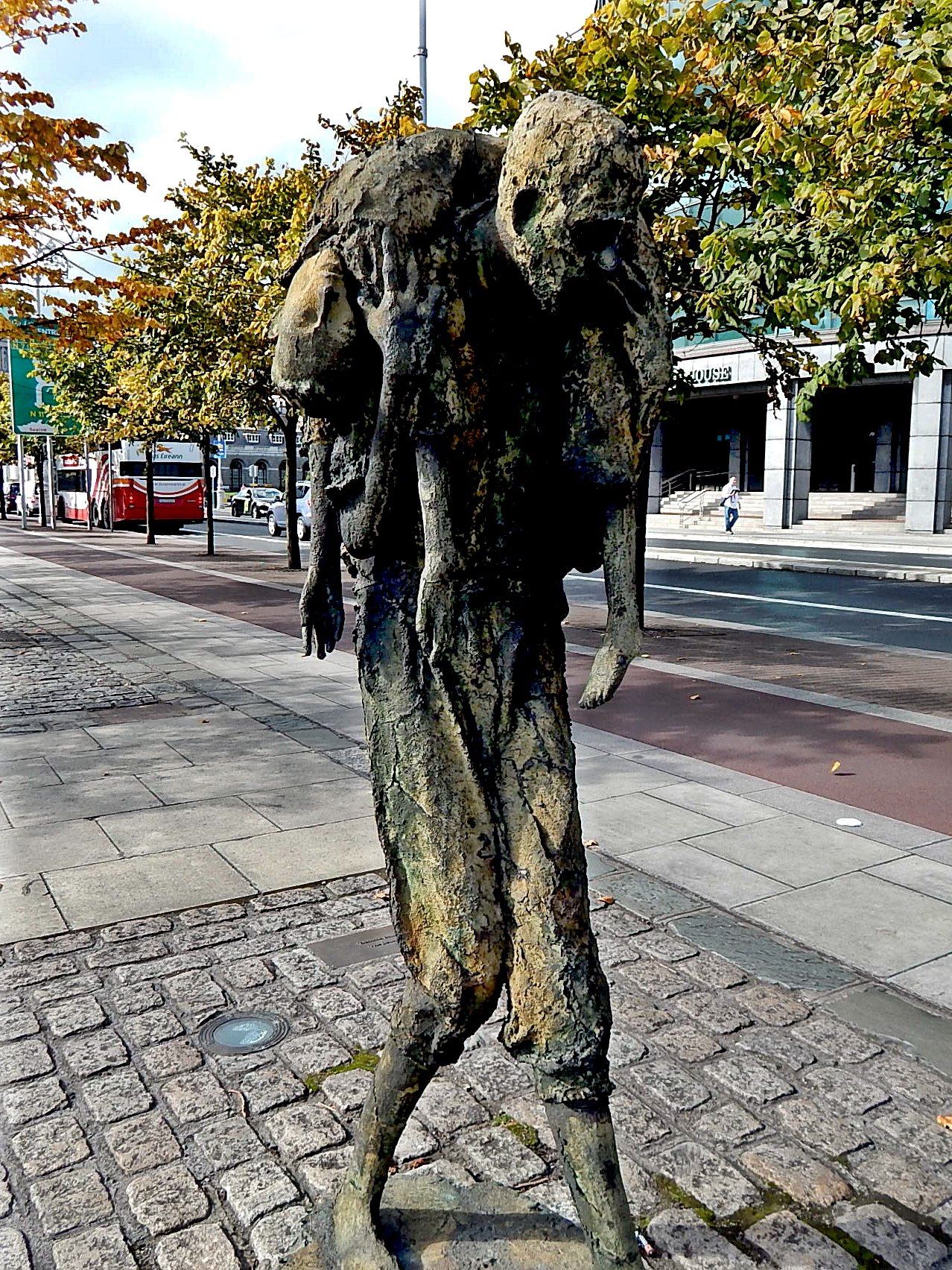
Деревянная скульптура, посвящённая голоду

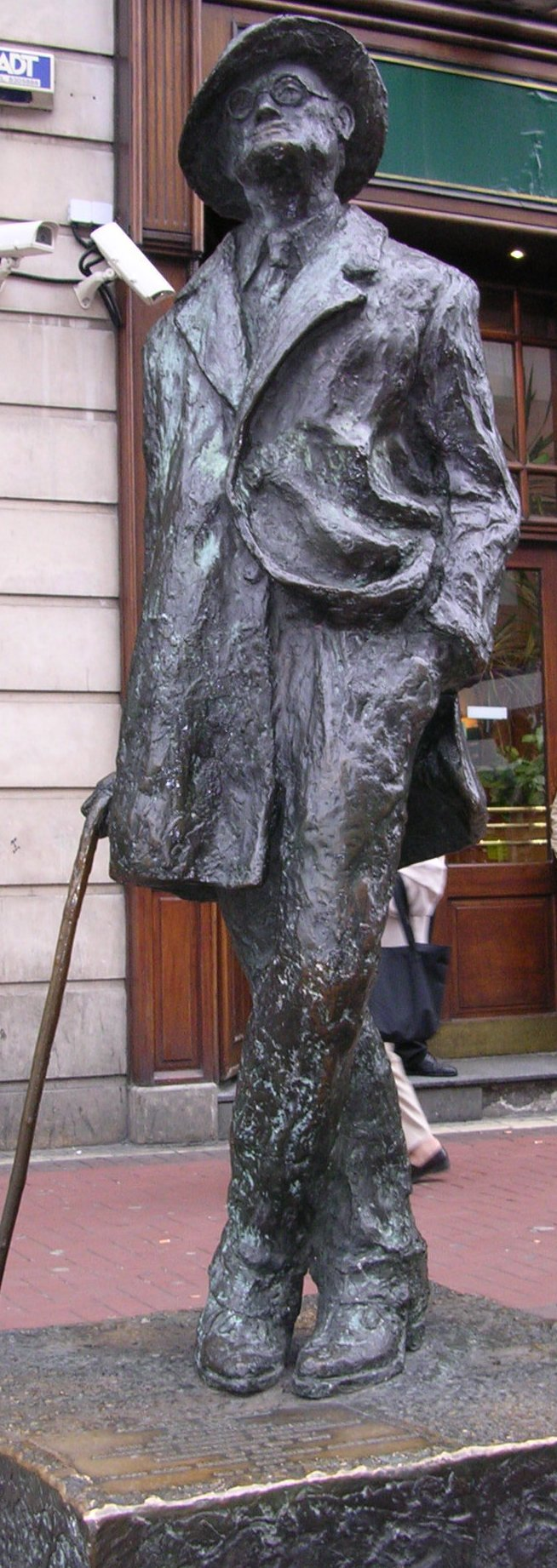
Статуя Джеймса Джойса. Улица Норс Эрл Стрит, Дублин

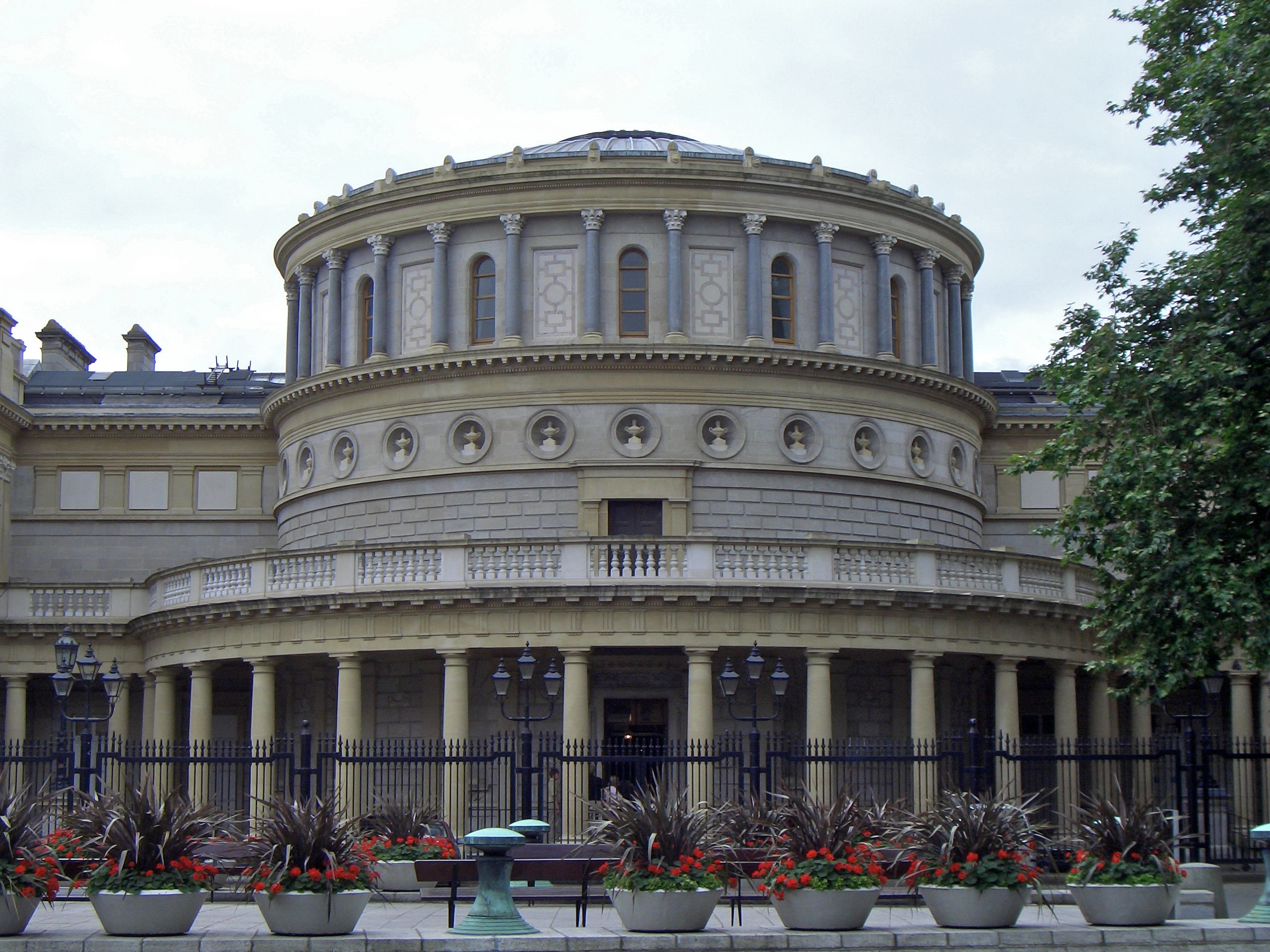
Национальный музей Ирландии

Дублин занимает видное место в истории литературы как город, подаривший миру множество ярких литературных талантов. Здесь появились на свет такие писатели, как Уильям Батлер Йейтс, Джордж Бернард Шоу и Сэмюэл Беккет, — лауреаты Нобелевской премии по литературе. Другие известные писатели и драматурги, поэты и эссеисты, уроженцы Дублина: Оскар Уайльд, Джонатан Свифт и создатель Дракулы, Брэм Стокер.
Но более всего Дублин известен произведениями Джеймса Джойса. Этот писатель с мировым именем, один из «отцов» модернизма в литературе, чрезвычайно популярен у себя на родине. Об отношении ирландцев к творчеству Джойса можно судить по тому, что портрет писателя был изображён на 10-фунтовой купюре. Произведения писателя полны подробностями жизни и быта его современников, обитателей города. Многие из его персонажей построены по прототипу реально существовавших горожан, знакомых и родственников Джойса. «Дублинцы» — коллекция новелл Джойса о личностях и характерах, типичных для жителей города в начале XX века. Действие в его самом знаменитом произведении, «Улиссе», происходит целиком в пределах Дублина, роман насыщен топографическими деталями, красочными «снимками» с жизни города и аллюзиями на события из его истории. Дж. М. Синг, Шон О’Кейси, Брендан Биэн, Мейв Бинчи и Родди Дойл — другие широко известные авторы, родившиеся в Дублине. Самые большие библиотеки и литературные музеи Ирландии находятся в Дублине, включая Национальный музей печати Ирландии и Национальную библиотеку Ирландии.
На театральных подмостках Дублина играла целая плеяда знаменитых актёров, включая Ноела Парселя, Брэндона Глиссона, Стивена Ри, Колина Фарелла и Габриэля Бирна. В Дублине находятся и четыре самых известных театра страны: Гейти, Эбби, Олимпия и театр Гейт. Гейти известен своими музыкальными и оперными постановками, Эбби был основан в 1904 году группой актёров, включая Уильяма Батлера Йейтса, будущего драматурга. На подмостках Эбби ставились и пьесы Бернарда Шоу.
Один из главных сегодняшних культурных символов Дублина и всей Ирландии — всемирно известная рок-группа U2.
В Дублине находится Государственный музей геральдики, основанный в 1908 году и являющийся одним из старейших в мире музеев этой тематики, Национальный музей Ирландии и Ирландский музей современного искусства. В 1976 году в Дублине открылась Дублинская соборная мечеть, ставшая первой мечетью в Ирландии.
В 2003 году на О’Коннелл-стрит на месте взорванного памятника Нельсону был сооружён монумент Дублинская игла.

## Спорт
В Дублине развиты самые разнообразные виды спорта. Среди спортивных достопримечательностей выделяются стадион «Авива», на котором проводятся соревнования преимущественно по футболу и регби, и «Кроук Парк», где проводятся финалы всеирландских чемпионатов по гэльскому футболу среди мужчин и женщин, хёрлингу и камоги. В прошлом главным стадионом Дублина был Лэнсдаун Роуд, который закрыли в конце 2007 года и снесли, а на его месте построили «Авиву». Помимо этих трёх стадионов, есть также арены «Далимаунт Парк», «Ричмонд Парк», «Талла» и некоторые другие.

### Американский футбол
В Ирландской лиге американского футбола играют клубы «Вест Дублин Райноз», «Саут Дублин Пантерс», «Дублин Ребелс» и «Ю-Си-Ди».

### Боевые искусства
Главный спортивный клуб MMA — Straight Blast Gym - Ireland. 17 января 2009 года в городе состоялся турнир UFC 93, а 19 июля 2014 года в рамках UFC прошёл поединок между Конором Макгрегором и Диегу Бранданом.

### Гэльские игры
Матчи по гэльским видам спорта (гэльский футбол, хёрлинг, камоги) проводятся на таких стадионах, как «Парнелл Парк» и «Кроук Парк». Команда Дублина является обладателем ряда титулов по каждому из видов спорта — как чемпион Ленстера, так и всеирландский чемпион.

### Крикет
В Дублине насчитывается большое количество крикетных клубов — «Ленстер», «Клонтарф», «Пембрук», «Финикс», «Меррион» и т. д.

### Регби
Стадион «Авива» является домашней ареной сборной Ирландии по регби и клуба «Ленстер», выступающего в чемпионате Про14. В Дублине также играют клубы «Клонтарф», «Лэнсдаун», «Олд Бельведер», «Дублин Юнивёрсити», «Уондерерс» и другие, соревнуясь в региональных ирландских первенствах.

### Футбол

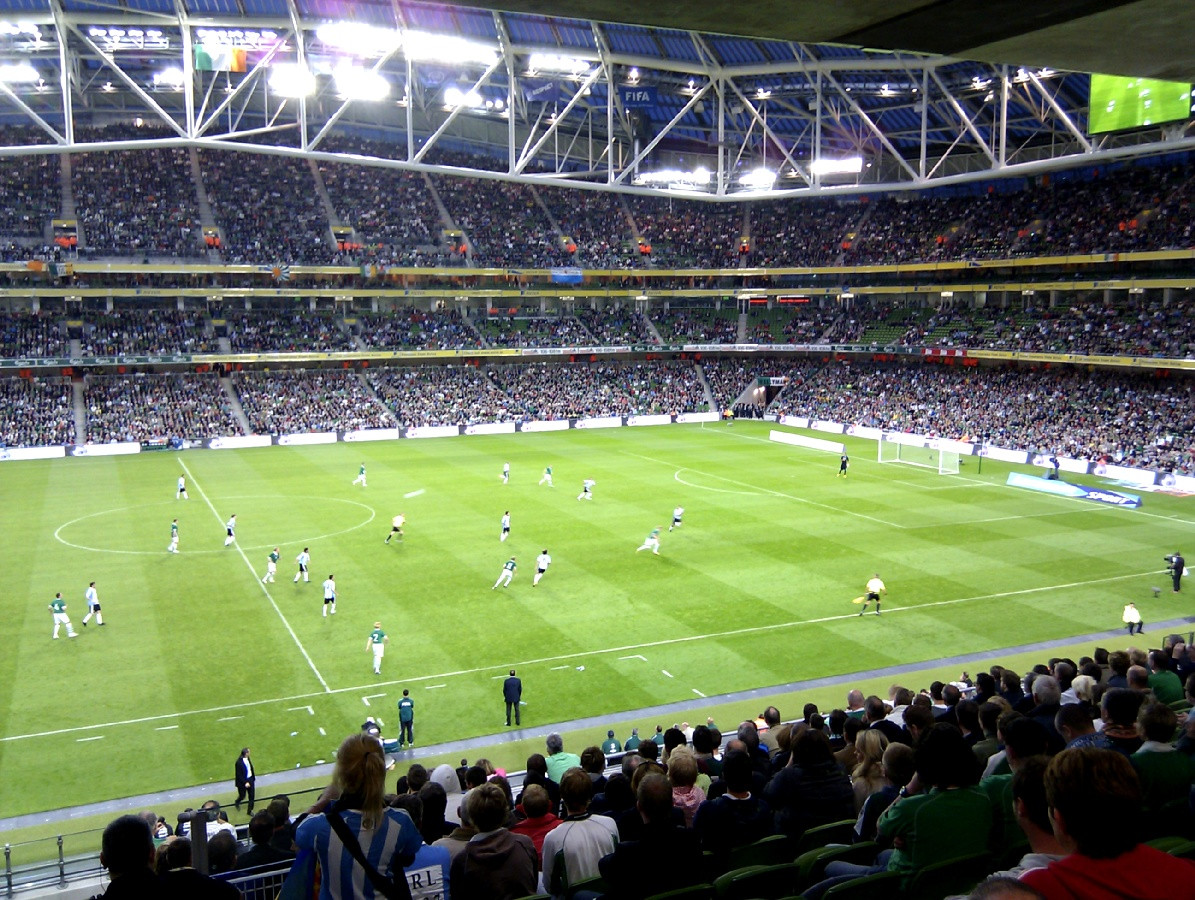
«Авива Стэдиум»

Стадион «Авива» является домашней ареной национальной сборной Ирландии. В городе выступают такие именитые команды, как «Богемиан», «Сент-Патрикс Атлетик», «Шемрок Роверс» и многие другие.

### Хоккей на траве
Клубы Дублина по хоккею на траве — «Пембрук Уондерерс», YMCA и «Клонтарф»

## Население
| Численность населения | Численность населения | Численность населения | Численность населения | Численность населения | Численность населения | Численность населения | Численность населения | Численность населения |
| 1841                  | 1851                  | 1861                  | 1871                  | 1881                  | 1891                  | 1901                  | 1911                  | 1926                  |
| --------------------- | --------------------- | --------------------- | --------------------- | --------------------- | --------------------- | --------------------- | --------------------- | --------------------- |
| 372 773               | ↗405 147              | ↗410 252              | ↘405 262              | ↗418 910              | ↗419 216              | ↗448 206              | ↗477 196              | ↗505 654              |
| 1936                  | 1946                  | 1951                  | 1956                  | 1961                  | 1966                  | 1971                  | 1979                  | 1981                  |
| ↗586 925              | ↗636 193              | ↗693 022              | ↗705 781              | ↗718 332              | ↗795 047              | ↗852 219              | ↗983 683              | ↗1 003 164            |
| 1986                  | 1991                  | 1996                  | 2002                  | 2006                  | 2011                  | 2016                  |                       |                       |
| ↗1 021 449            | ↗1 025 304            | ↗1 058 264            | ↗1 122 821            | ↗1 187 176            | ↗1 273 069            | ↗1 347 359            |                       |                       |

## Архитектура и достопримечательности

### Памятники и монументы

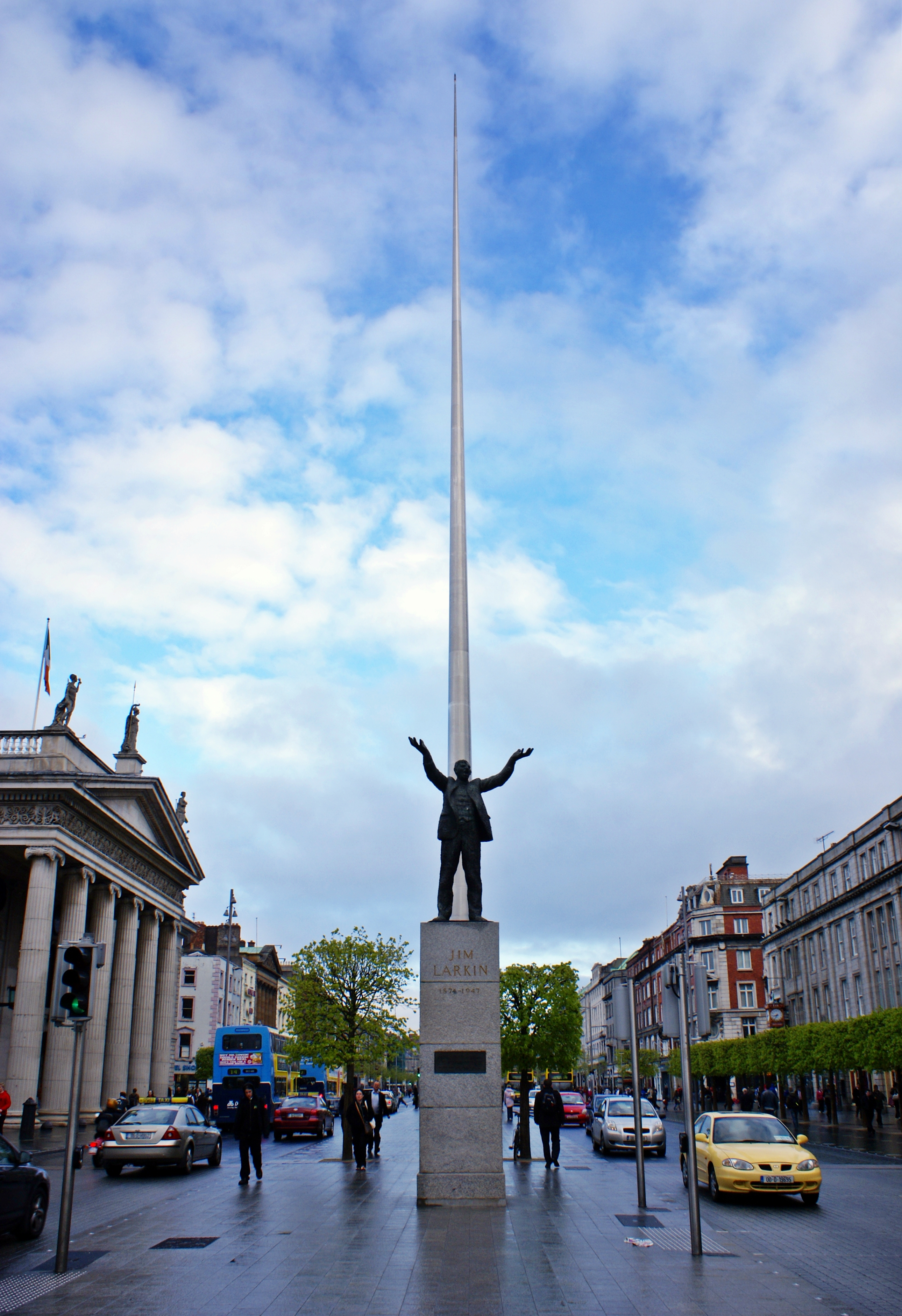
Дублинская игла на фоне памятника Джиму Ларкину

В Дублине имеется много достопримечательностей и памятников, возраст которых насчитывает сотни лет. Одним из старейших памятников является Дублинский замок, который был построен в качестве оборонительного сооружения по приказу короля Иоанна Безземельного в 1204 году, после норманнского вторжения в Ирландию в 1169 году. Замок был в основном завершён к 1230 году и представляет собой типичную постройку норманнской эпохи с центральной площадью без донжона, окружённую со всех сторон высокими крепостными стенами с круглыми башнями на углах. Расположенный на юго-востоке Дублина, замок образует угол с внешним периметром города, используя реку Поддл как естественное препятствие.

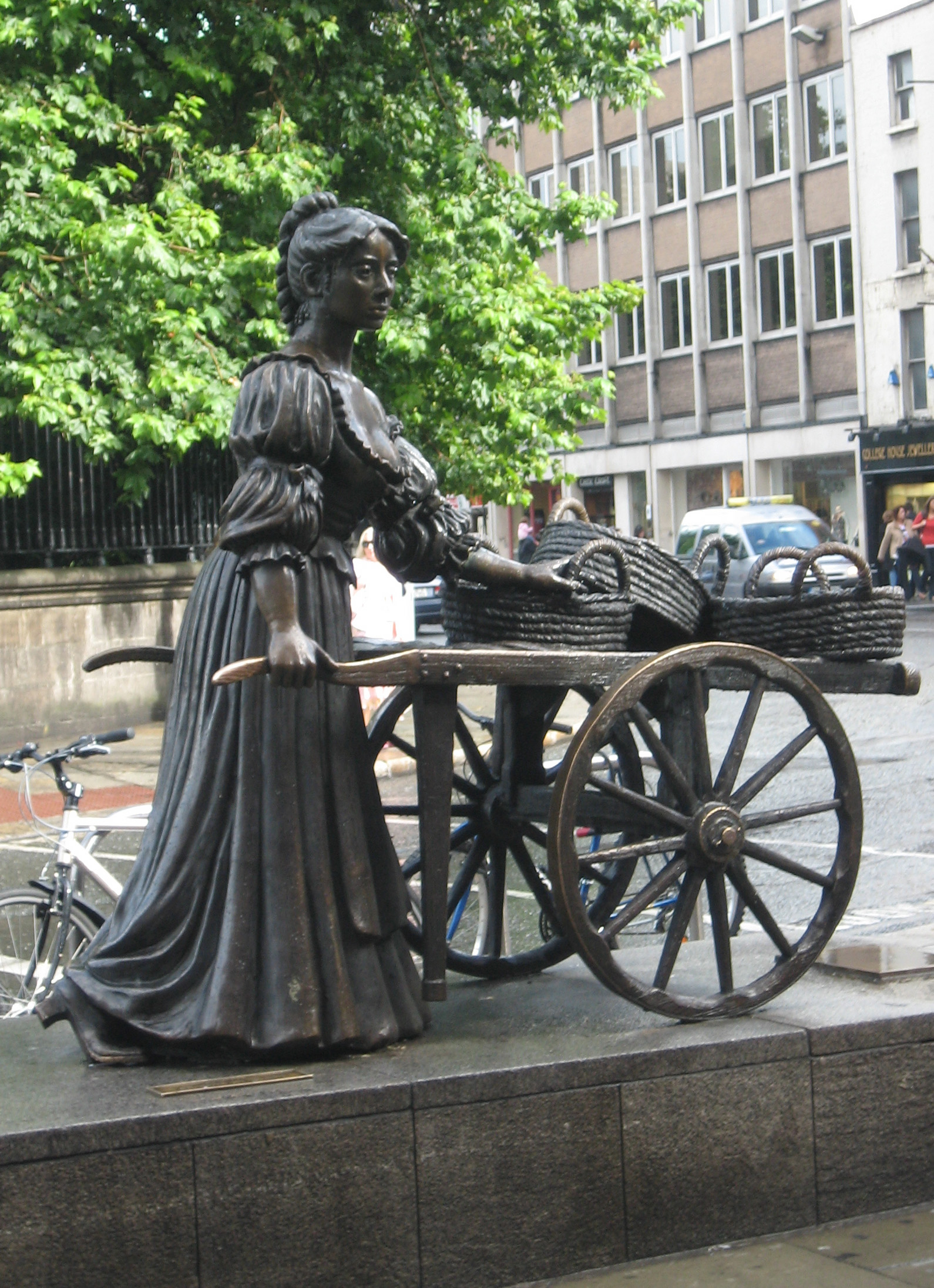
Памятник Молли Малоун на Графтон-стрит

Одним из новейших памятников города является Дублинская игла, официальное его название — «Монумент света». Он представляет собой конический шпиль из нержавеющей стали высотой 121,2 метра и расположен на О’Коннелл-стрит. «Монумент света» заменяет ранее стоявшую на этом месте колонну Нельсона, уничтоженную бомбой в 1966 году и символизирует роль Дублина в XXI веке. «Монумент света» был разработан компанией Ian Ritchie Architects. В течение дня Монумент света сохраняет стальной цвет, а в сумерках сливается с небом. В основании и на вершине шпиля ночью горят огни.
Многие туристы в Дублине посещают Тринити-колледж, чтобы посмотреть в библиотеке колледжа Келлскую книгу — иллюстрированную рукопись, написанную ирландскими монахами около 800 г. н. э.
Одной из самых знаковых достопримечательностей Дублина является мост Полпенни — пешеходный мост через реку Лиффи, который часто фотографируют туристы. Мост получил своё название в связи с тем, что первоначально проход по нему был платным и стоил полпенни.
Другие популярные достопримечательности города включают Музей пива Гиннесс, Мэнсон Хаус — официальную резиденцию лорда-мэра Дублина с 1715 года, монумент Анны Ливии — героини романа Д.Джойса «Поминки по Финнегану», памятник Молли Малоун, Церковь Крайст-черч, собор Святого Патрика, Храм Святого Франциска Ксаверия на Гардинер-стрит, здание Ирландской Таможни и Áras an Uachtaráin — резиденцию президента Ирландии. Трубы электростанций Poolbeg Generating Station, которые видны из многих мест в городе, также являются знаковыми местами Дублина.

### Парки

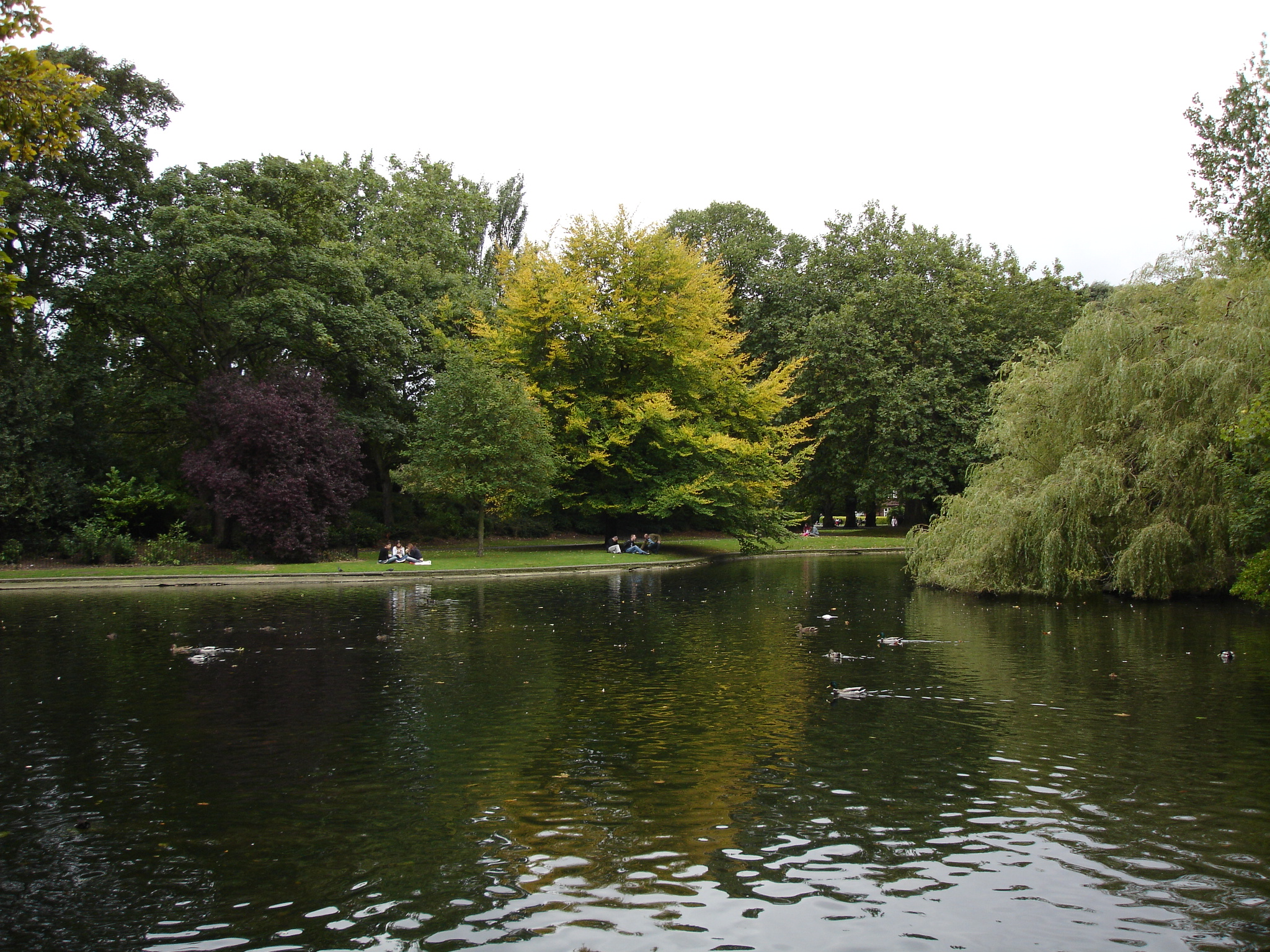
Парк Сант-Стивенс-Грин

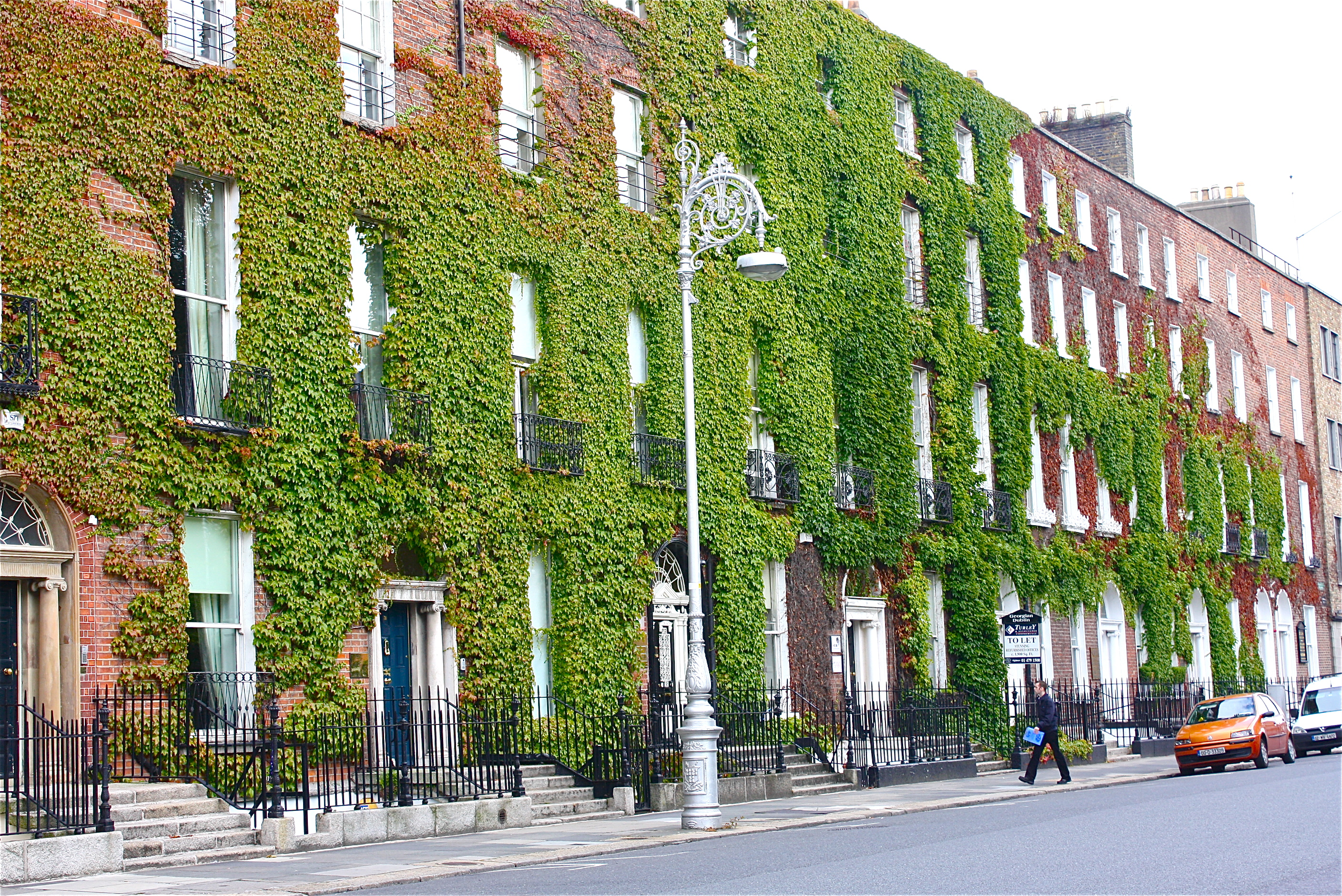
Кирпичные дома в Дублине

Обеспеченность Дублина зелёными насаждениями в пересчёте на квадратный километр больше, чем в любой другой европейской столице. На 1000 жителей приходится 2,96 га общественных зелёных насаждений, при этом 97 % жителей города живут на расстоянии не более 300 метров от парковой зоны. Городской совет Дублина управляет более чем 1500 га парков, 255 мест отдыха и выращивает около 5000 деревьев в год.
В городе много парков, наиболее известные из них — Феникс-парк, Герберт-парк и Сант-Стивенс-Грин. Феникс-парк находится примерно в 3 км к западу от центра города, к северу от реки Лиффи, периметр стен парка составляет 16 километров, а площадь — 707 гектаров, это один из крупнейших городских парков в Европе. В парке расположены обширные луга и тенистые аллеи, а с 17-го века в парке пасутся стада диких ланей. В Феникс-парке также находится резиденция президента Ирландии (Áras an Uachtaráin), в здании, сооружённом в 1751 году, официальная резиденции посла Соединенных Штатов, замок Аштаун и Дублинский зоопарк — один из самых известных зоопарков в Европе. В Феникс-парке часто проходят выступления певцов и музыкантов.
Парк Сант-Стивенс-Грин расположен на одной из главных торговых улиц Дублина — Графтон-стрит, и примыкает к одноимённому торговому центру, а на прилегающих к нему улицах находятся офисы государственных учреждений и остановка Зелёной линии скоростного трамвая Luas.
В северной части Дублина между районами Рахени и Клонтарф находится Парк Святой Анны — второй по величине городской парк в Дублине, который является частью участка в 2 квадратных километра, принадлежавшего семье Гиннесс, а самый большой городской парк расположен на острове Булл в Дублинском заливе.

## Города-побратимы
- Барселона, Каталония, Испания
- Будапешт, Венгрия
- Ливерпуль, Великобритания
- Мацуэ, префектура Симане, Япония
- Монреаль, Канада
- Сан-Хосе, Калифорния, США
- Эмметсбург, Айова, США
- Киев, Украина

. Рамалла, Палестинская Национальная Администрация

## Известные уроженцы
Родившиеся в Дублине